# Attersee
Der Attersee (auch Kammersee) ist ein See im oberösterreichischen Teil des Salzkammergutes im Bezirk Vöcklabruck und liegt auf 469 m ü. A. Der Ablauf des Attersees ist die Ager, die über die Traun in die Donau entwässert. Der nährstoffarme See bietet mit seinen vielgestaltigen Ufern Lebensräume für viele Tier- und Pflanzenarten und ist seit 2006 als Natura-2000-Gebiet ausgewiesen. Mit über 46 km² Wasserfläche ist er der größte ganz in Österreich liegende See. Mit 169 Metern ist er nach dem Traunsee der zweittiefste See in Österreich und wird beim Wasservolumen von fast 4 Milliarden Kubikmetern nur vom (gesamten) Bodensee übertroffen. Der Attersee im Besitz der Österreichischen Bundesforste ist ein bedeutendes Tourismusziel in Oberösterreich und ein beliebter Badesee sowie ein Tauch- und Segelrevier. Am Atterseeufer befinden sich Überreste jungsteinzeitlicher Pfahlbausiedlungen, die Teil der UNESCO-Welterbestätte Prähistorische Pfahlbauten um die Alpen sind.

## Geographie
Der Attersee liegt im oberösterreichischen Salzkammergut im Bezirk Vöcklabruck. Größere Orte am Ufer sind Seewalchen und Schörfling im Norden, Weyregg und Steinbach im Osten sowie Unterach, Nußdorf und Attersee im Westen. Zusätzlich zu diesen Gemeinden hat die Gemeinde Berg im Attergau Anteil an der Seefläche.
Der von Nord nach Süd langgestreckte See hat eine Länge von 18,9 km und eine maximale Breite von 3,3 km. Die Oberfläche beträgt etwa 46,2 km², die durchschnittliche Tiefe 85 m. Die tiefste Stelle ist in der ÖK 50 mit 169 m angegeben. 2014 haben Taucher nach eigenen Angaben eine Stelle mit einer Tiefe von 172,6 m entdeckt. Das Wasservolumen beträgt 3943 Millionen Kubikmeter.

### Ufer
Die Uferlänge des Attersees beträgt 48,5 km. Sämtliche Ufer sind stark verbaut und der größte Teil der Uferstrecken ist im Privatbesitz und nicht öffentlich zugänglich. Viele Gemeinden am Attersee haben ihren Siedlungskern am Ufer oder in Ufernähe. Es gibt Kirchenweiler wie Weyregg am Attersee, aber auch planmäßige Kirchenorte wie Unterach oder Steinbach. Zwischen den Siedlungszentren verstreut liegen einzelne Bauernhöfe, kleine Weiler und Siedlungen mit Wohn- und Wochenendhäusern. Die Uferbereiche wurden in den 1970er und 1980er Jahren massiv verbaut. Geschäfte, Restaurants, Wohnhäuser und Zweitwohnsitze reihen sich aneinander. Das Verbauen der Uferkante mit Steganlagen, Bootshäusern, Bootsrutschen, Treppen, Mauern, Blocksätzen oder Steinschüttungen waren die Folge. In jenen Uferbereichen, die für eine Bebauung zu steil sind, verlaufen meist Straßen mit Uferbefestigungen, die das natürliche Ufer ersetzt haben. Etwa 87 % des Atterseeufers sind deutlich beeinträchtigt. Besonders davon betroffen sind das Ostufer, das Nordufer und der nördliche Teil des Westufers und der Abschnitt zwischen Misling und Unterach. Nur noch 13 % können als naturnah bzw. natürlich eingestuft werden. Die längsten zusammenhängenden natürlichen Abschnitte liegen zwischen Dexelbach und Parschallen, zwischen Aufham und Dickau, bei Schwend und in Burgbachau.

### Morphologie

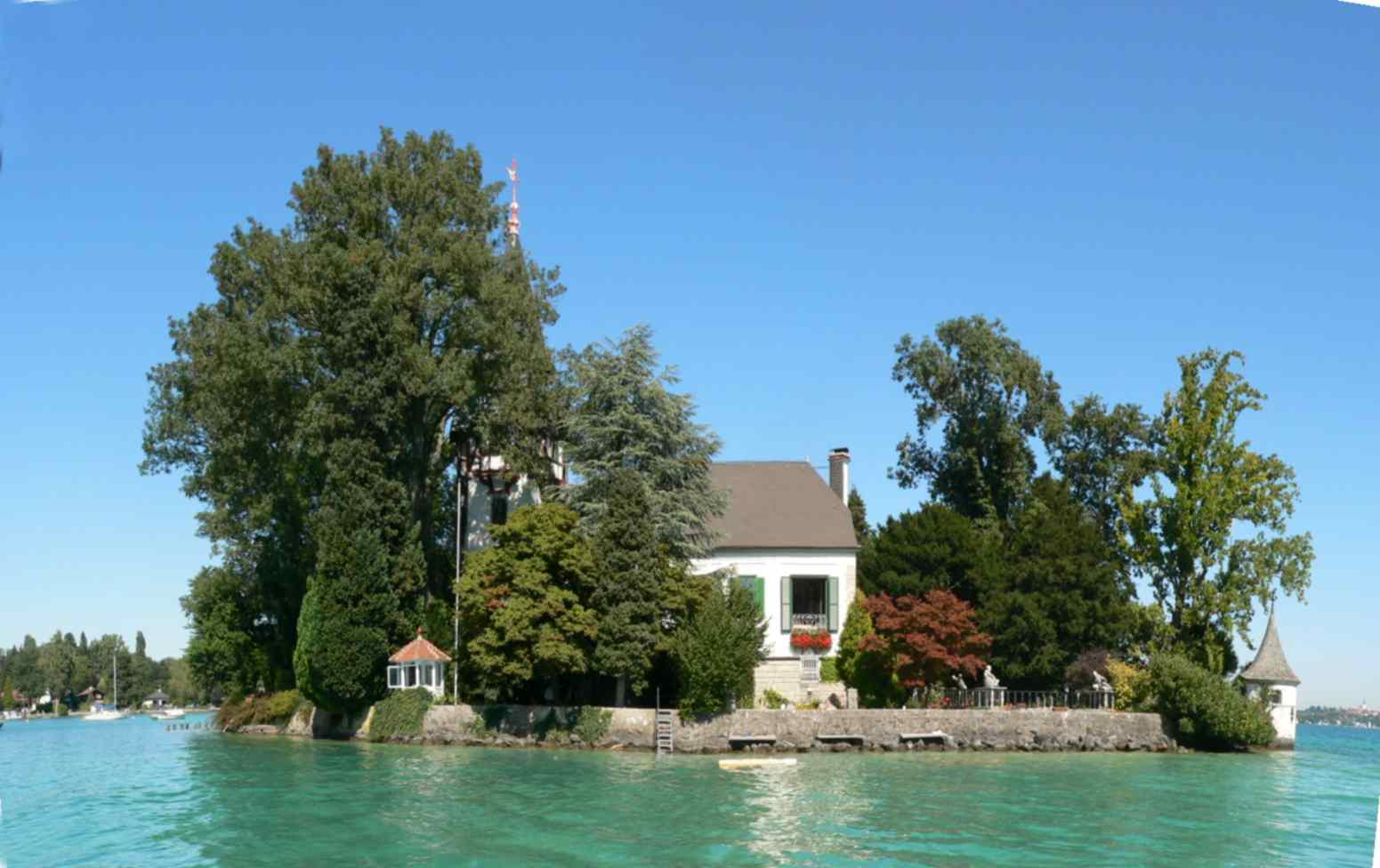
Das Schloss Litzlberg befindet sich auf der einzigen Insel im See

Am Südufer befinden sich die Ausläufer des Schafbergs, am Südostufer, bis Steinbach am Attersee, das Westende des Höllengebirges. Die Berge erreichen dort 900 m ü. A. bis 1100 m ü. A. und fallen mit steilen Flanken zum See ab. Der größte Teil des Ostufers sowie das gesamte Westufer sind von bewaldeten, sanften Bergen und Hügeln umrahmt, die am Nordrand auslaufen.
Das Seebecken gliedert sich in drei Teilbecken: ein südliches Becken, ein Zentralbecken und ein nördliches Becken. Im südlichen Becken befindet sich mit 169 m die tiefste Stelle etwa 1 km nördlich von Weißenbach am Attersee. Es erstreckt sich bis zur Linie Stockwinkel – Seefeld. Das maximal 164 m tiefe Zentralbecken erstreckt sich bis zur Linie Nußdorf am Attersee – Alexenau. Die Unterwassermorphologie ist von den umgebenden Gesteinen bestimmt. Vereinzelt finden sich Härtlinge, die nicht vollständig erodiert wurden. Im Zentralbecken befinden sich drei markante Erhebungen: ein Unterwasserberg, der bis etwa 12 m Tiefe heraufreicht, der A.-Müller-Peak und der Laichberg. Letzterer liegt in der Seemitte in der Nähe der Ortschaft Nußdorf, inmitten eines Beckens von 120 m Tiefe und ragt bis auf 49 m unter die Wasseroberfläche. Die Ufer sind an der Ostseite wesentlich steiler als an der Westseite, da das Höllengebirge seine Felswände unter Wasser fortsetzt, wie bei der Schwarzen Brücke bei Seeleiten. Das maximal 131 m tiefe nördliche Becken ist überwiegend durch flach abfallende Ufer gekennzeichnet. Die Bucht von Litzlberg wird durch einen großen Wall vom übrigen Seebecken getrennt. Auf diesem Wall befindet sich eine kleine Insel mit dem Schloss Litzlberg.

### Verkehr
Das Gebiet ist durch die West Autobahn mit den Anschlussstellen Seewalchen und St. Georgen erreichbar. Entlang des Ostufers führt die Seeleiten Straße, entlang des Westufers verläuft die Attersee Straße. Der Attersee ist durch zwei Nebenbahnen an die Westbahn angeschlossen. Die 1881 erbaute normalspurige Zweigbahn „Kammerer Hansl“ führt von Vöcklabruck nach Kammer am Attersee. Die 1913 eröffnete schmalspurige Atterseebahn verbindet den Ort Attersee mit Vöcklamarkt. Die elektrische Lokalbahn Unterach–See verband von 1907 bis 1949 die Schiffsanlegestellen Attersee und Mondsee.

## Hydrologie

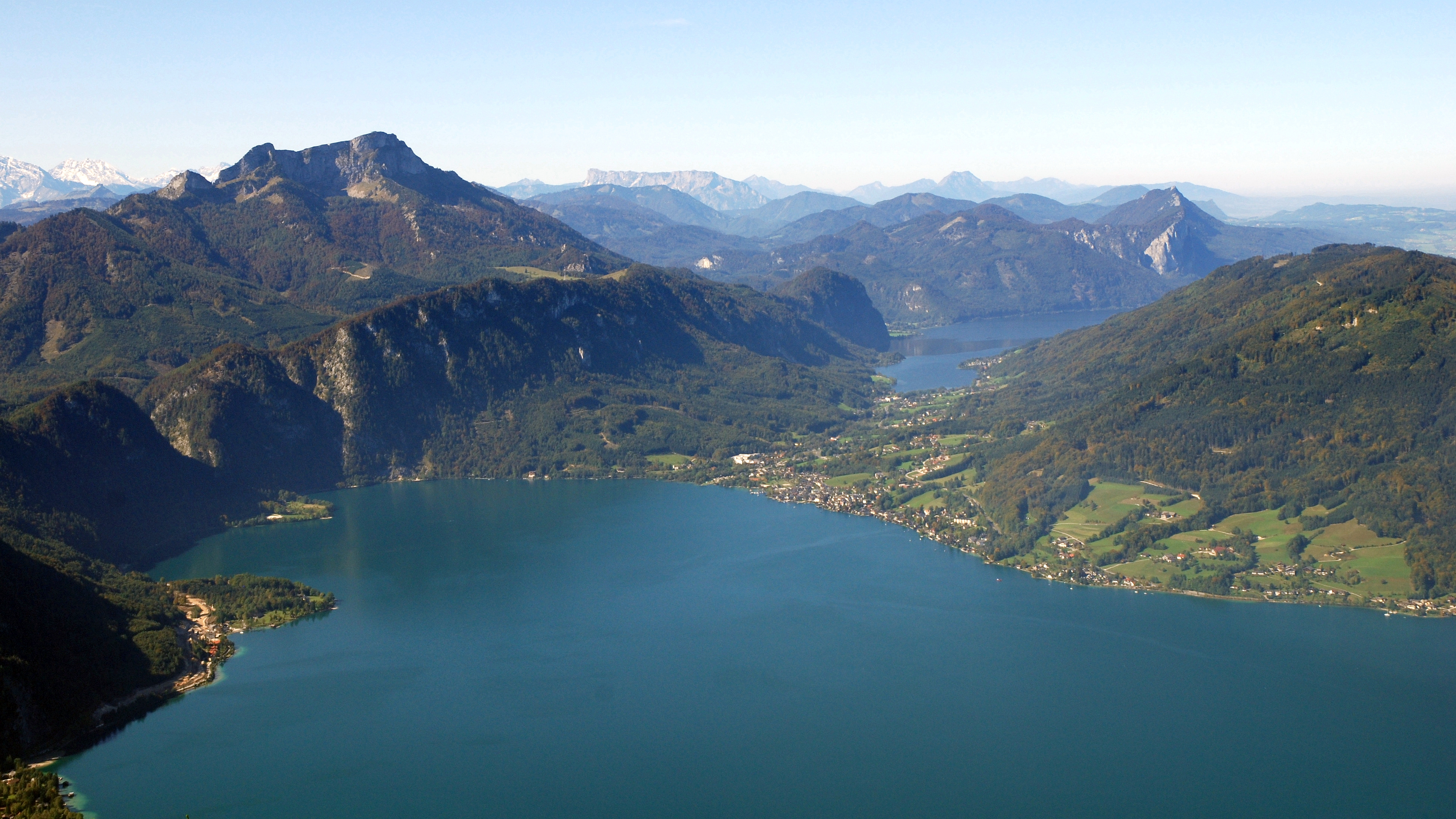
Der Mondsee (im Hintergrund) entwässert über die Seeache in den Attersee

Das hydrologische Einzugsgebiet des Attersees hat eine Gesamtfläche von 464 km². Der Attersee bildet das Endglied einer Kette von Seen, die im Südwesten mit dem Fuschlsee und im Nordwesten mit dem Irrsee beginnt. Das Wasser aus beiden Seen fließt in den Mondsee und von diesem über die 2,9 Kilometer lange Seeache im Südwesten bei Unterach in den Attersee. Die Seeache erbringt 58 % des Gesamtzuflusses. Daneben gibt es eine Reihe weiterer Zuflüsse wie den Weyregger Bach, den Alexenauer Bach, den Kienbach, den Äußeren Weißenbach, den Loidlbach, den Burggrabenbach, den Parschalenbach, den Dexelbach, den Nösstalbach und den Ackerlingbach sowie zahlreiche kleinere ober- und unterirdische Zuflüsse. Der Abfluss erfolgt am Nordende auf dem Gebiet der Gemeinde Seewalchen in die Ager. Die Wassererneuerungszeit beträgt 7 Jahre und ist die höchste theoretische Wasseraustauschrate aller oberösterreichischen Seen. Die durchschnittliche Wassertemperatur beträgt 13,7 °C. Die minimale Wassertemperatur war bei oberflächennahen Messungen in den Jahren 2007 bis 2010 3,5 °C, die maximale 21,1 °C.
Der Wasserstand wird durch ein Wehr am Seeausrinn reguliert. Durch diesen künstlichen Eingriff liegt der durchschnittliche Pegel um 20 cm höher und der natürliche Jahresgang des Wasserstands ist gedämpft. Dennoch gibt es regelmäßig starke Frühjahrshochwässer. Während die maximalen mittleren Wasserstände früher etwa von April bis Mai erreicht wurden, treten sie heute etwa einen Monat früher auf (März bis April). Die niedrigsten Wasserstände werden, heute wie früher, vor allem im Herbst (Oktober bis November) erreicht. Laut Aufzeichnungen wies der Attersee von 1897 bis 1913 bei einem Mittelwasserstand von 469,02 m ü. A. maximale Wasserstandsschwankungen von 137 cm und mittlere jährliche Schwankungen von 69 cm auf. Die Spannweite der Monatsmittelwerte betrug 27 cm. Im Zeitraum 1976 bis 2000 liegen die entsprechenden Werte bei 469,22 m ü. A., 109 cm, 51 cm und 13 cm.

## Geologie

### Tektonik
Der Attersee liegt im Bereich dreier großtektonischer Einheiten. Im Süden sind es die Kalkalpen, daran schließt die Flyschzone mit dem rhenodanubischen Flysch an, der vereinzelt vom Ultrahelvetikum unterbrochen ist. Die Nördlichen Kalkalpen bestehen aus der Staufen-Höllengebirgs-Decke (Tirolikum), der ein schmaler Streifen der Langbathzone (Bajuvarikum) vorgelagert ist. Dieser Bereich bildet das Südufer und reicht am Ostufer etwa bis zur Ortschaft Forstamt. Der überwiegende Teil des Atterseegebiets wird vom rhenodanubischen Flysch eingenommen. In einem schmalen Bereich zwischen Nußdorf am Attersee im Westen und Alexenau im Osten tritt das Ultrahelvetikum zu Tage.

### Ehemalige Vergletscherung und Entstehung

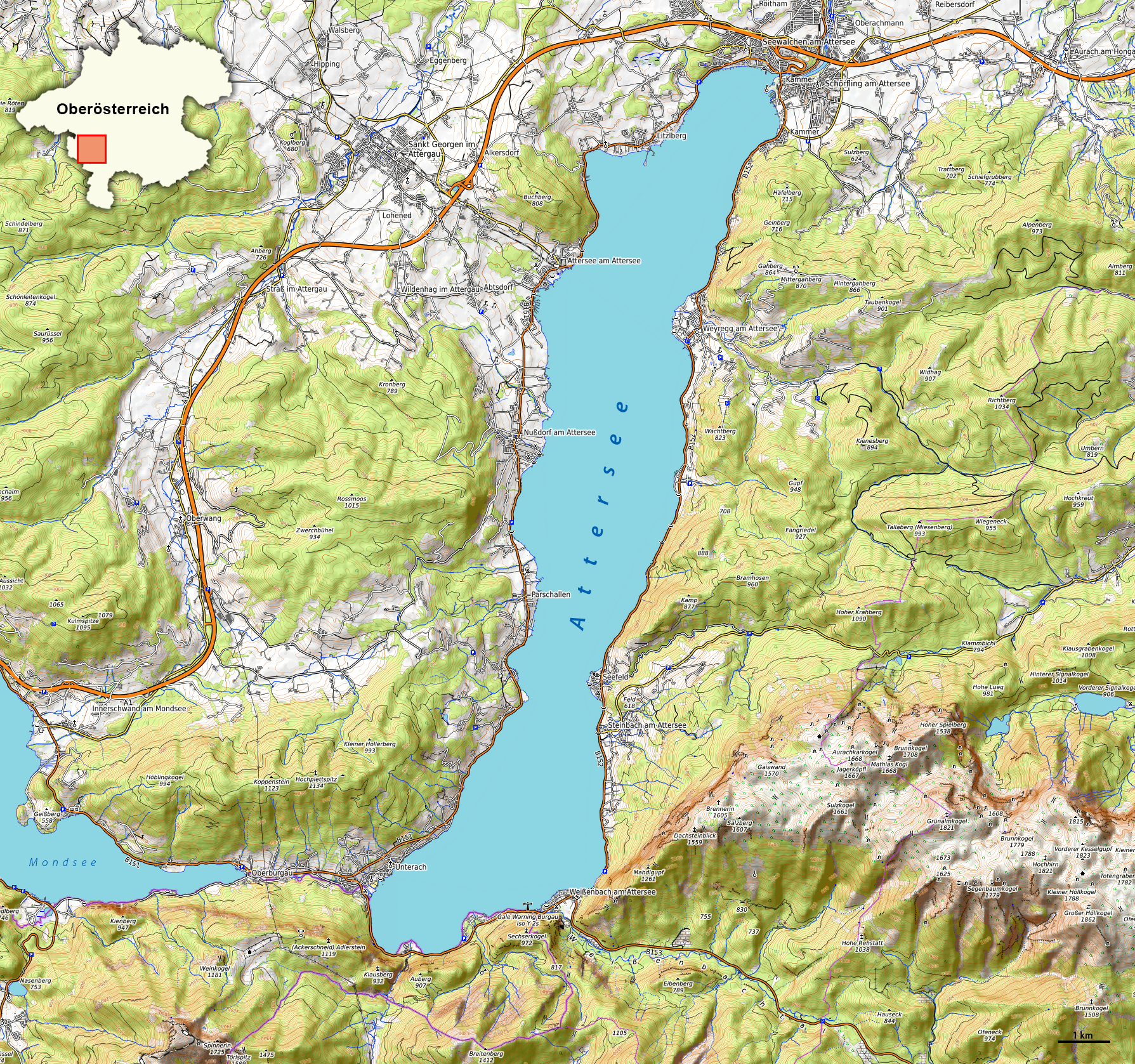
Der Traungletscher schürfte das Seebecken von Süden nach Norden aus

Wie alle Seen im Salzkammergut ist auch der Attersee ein Produkt der Arbeit eiszeitlicher Gletscher. Während der Eiszeiten floss der Traungletscher vom Plateau des Dachsteins und des Toten Gebirges über Seitenäste durch das Ischtal sowie über das Weißenbachtal in das Atterseegebiet. Der Gletscher schürfte hierbei das übertiefte Zungenbecken des Attersees aus. Die Eisausbreitung im Mindel war die kräftigste und der Eisstrom aus der Furche des Attersees überflutete alle angrenzenden Täler in der Flyschzone und bildete einen weit ausladenden Vorlandgletscher, aus dem der Buchberg bei Attersee als Nunataker gerade noch herausragte. Durch die folgenden Eiszeiten erhielt das Seebecken seine heutige Ausdehnung und Formung. Im Spätglazial versperrten Toteisreste im Süden und der Moränenwall im Norden den Abfluss, wodurch ein See mit einem Niveau von etwa 550 m ü. A. entstand. Die langsame Eintiefung der Ager in die Endmoräne senkte den Seespiegel auf das heutige Niveau ab. Nach dem endgültigen Verschwinden des Eises und der Ausbildung des Attersees wurden an allen größeren Zuflüssen ausgedehnte Deltaablagerungen akkumuliert. Die Deltasedimente des Äußeren Weißenbaches füllen das ganze Weißenbachtal mit einer Mächtigkeit von rund 100 m. Aber auch an den Mündungen der Bäche an der Ostseite des Attersees sind durch die hohe Schuttbelastung ausgedehnte Deltakörper entstanden. Die Verlandung des Seebeckens geschieht beim Attersee im Vergleich zu den anderen großen Seen im Salzkammergut langsamer, da ihm der Mondsee, der Fuschlsee und der Zeller See als Geschiebespeicher und Schlammfänger vorgeschaltet sind. Das Seebecken wird in etwa 500.000 Jahren wieder verschwunden sein.

### Massenbewegungen
Im Postglazial kam es zu großräumigen Massenbewegungen an der Süd- und Ostflanke des Höhenzuges Hochplettspitz–Hollerberg. Diese sind an der Ostflanke durch ihre auffällige treppenartige Formung vom Kammbereich bis zum Seeboden landschaftsprägend. Rutschungen treten bis heute auf und haben teils bedeutende Auswirkungen auf die Uferbereiche. Bei plötzlich einsetzender Schneeschmelze und in Folge lang anhaltender Niederschläge werden Hangbereiche und Grabenabschnitte destabilisiert. Im September 1959 lösten übermäßige Niederschläge eine Rutschung zwischen Kammer und Weyregg aus. Noch heute findet man bis zu 20 m lange Bäume in Wassertiefen von etwa 15 bis 30 m. Diese Bäume bilden den unter Tauchern bekannten „Unterwasserwald“.

## Klima
Am Attersee herrscht ein regenreiches, wintermildes Seeklima. Durch die Lage am Nordrand der Alpen kommt es häufig zu Niederschlägen. Einen Sonderfall bildet das Seeuferklima wegen des unterschiedlichen Wärmetransports des Wassers und den lokalen Land–Seewindsystemen.

### Temperatur
Die Jahresmitteltemperatur liegt im Seebereich zwischen 7 und 9 °C. Im Vergleich dazu liegen jene der Flyschhügel nur zwischen 5 und 7 °C. Der See wirkt in den kalten
Jahreszeiten als Wärmespeicher. Besonders wärmebegünstigt sind das West- und Nordufer des Attersees. Das Jännermittel der Lufttemperatur im unmittelbaren Uferbereich gehört zu den wärmsten in Oberösterreich und liegt zwischen −1 und −3 °C. Die Zahl der jährlichen Frosttage liegt im Atterseegebiet bei 100 bis 120. Die Sommertemperaturen heben sich nicht so deutlich von der Umgebung ab wie die Winterwerte. Das Julimittel der Lufttemperatur liegt zwischen 16 und 18 °C. Im Frühling herrschen relativ kalte Temperaturen, da die Seen sich nach dem Winter nur langsam erwärmen. Spätfröste sind bis Mitte Mai möglich.

### Niederschlag
Bedingt durch die Nordstaulage sind die jährlichen Niederschlagssummen mit 1000 bis 1600 mm im Vergleich zum restlichen Oberösterreich relativ hoch. Mit zunehmender Nähe zum Gebirge erhöhen sich die Niederschläge. So weist der nördliche Teil des Attersees eine jährliche Niederschlagssumme von 1000 bis 1200 mm auf. Das Südende des Attersees zeigt Werte um 1400 bis 1600 mm. Die Niederschlagsmaxima treten in den Sommermonaten von Juni bis August auf. Zu dieser Jahreszeit bilden sich sehr häufig Gewitter, mit denen starke Regenfälle einhergehen können.

### Wind
An der Messstation Weyregg dominieren tagsüber die Nord- bis Nordostwinde, die als Tagwind seeaufwärts streichen. Dabei gibt es die Nordostwinde vorwiegend im Sommer und die Nordwinde vorwiegend in den Wintermonaten. Nachts und speziell im Sommer ist der Südostwind stark ausgeprägt. Die Windspitzen mit etwa 3 m/s treten tagsüber auf, nachts flaut der Wind ab. Übers Jahr gesehen treten die stärksten Winde im Jänner auf.

### Nebel

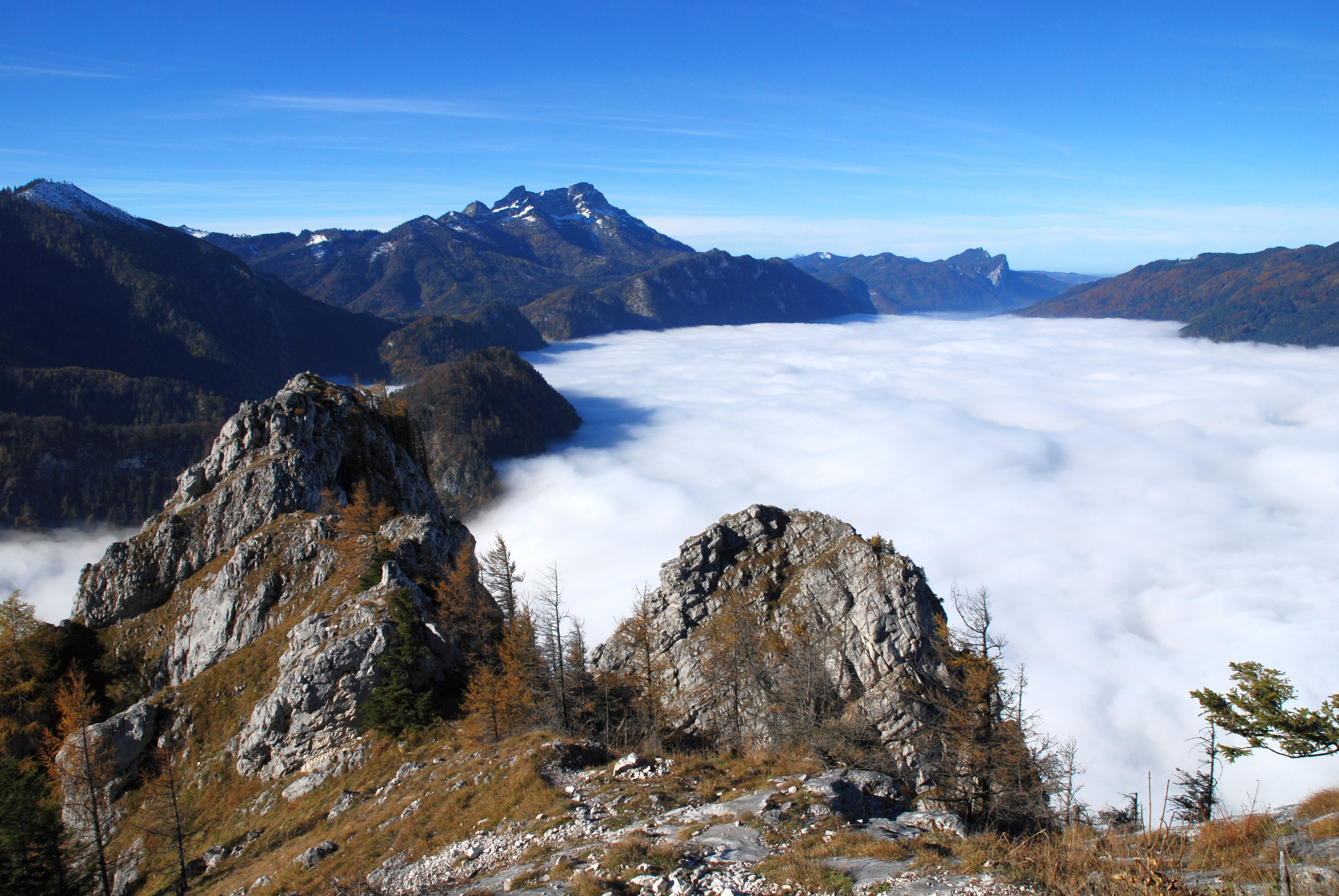
Inversionswetterlage am Attersee, Blick vom Schoberstein nach Süden

Durch die feuchten, warmen Luftmassen des Attersees und der nahe gelegenen Seen Mondsee und Irrsee kommt es in der kalten Jahreszeit häufig zur Nebelbildung. Bei Inversionswetterlagen kann sich dieser wochenlang halten. Die  Hochnebelschicht reicht im Attersee-Mondsee-Becken meist bis etwa 700 m ü. A. Die höher gelegenen Gebiete sind im Gegensatz zum Talraum dann nebelfrei.

### Klimadiagramm
Die Wetterwarte der Zentralanstalt für Meteorologie und Geodynamik in Weyregg stellt exakte Daten für den Attersee zur Verfügung.
|                        | Jan  | Feb  | Mär  | Apr  | Mai   | Jun   | Jul   | Aug   | Sep   | Okt  | Nov  | Dez  |   |      |
| Mittl. Temperatur (°C) | −0,9 | −0,4 | 3,5  | 6,9  | 12,2  | 15,3  | 17,6  | 17,0  | 13,4  | 8,5  | 3,3  | 0,4  | ⌀ | 8,1  |
| Mittl. Tagesmax. (°C)  | 2,2  | 3,5  | 8,1  | 12,1 | 18,0  | 20,4  | 23,0  | 22,5  | 18,4  | 12,9 | 6,4  | 3,3  | ⌀ | 12,6 |
| Mittl. Tagesmin. (°C)  | −3,3 | −3,2 | 0,1  | 2,7  | 7,2   | 10,7  | 12,8  | 12,7  | 9,9   | 5,5  | 0,9  | −1,9 | ⌀ | 4,5  |
|                        |      |      |      |      |       |       |       |       |       |      |      |      |   |      |
| Niederschlag (mm)      | 74,4 | 50,0 | 86,4 | 82,2 | 103,0 | 155,6 | 156,3 | 134,1 | 102,7 | 67,6 | 76,2 | 83,5 | Σ | 1172 |
|                        |      |      |      |      |       |       |       |       |       |      |      |      |   |      |
| Regentage (d)          | 12,2 | 9,5  | 12,8 | 11,7 | 11,8  | 15,2  | 14,3  | 12,9  | 11,8  | 9,4  | 11,7 | 13,7 | Σ | 147  |
|                        |      |      |      |      |       |       |       |       |       |      |      |      |   |      |
| Luftfeuchtigkeit (%)   | 78,6 | 70,7 | 66,0 | 61,0 | 57,6  | 62,4  | 61,7  | 62,5  | 67,9  | 72,3 | 77,9 | 80,8 | ⌀ | 68,3 |

| −3,3 |

| −3,2 |

| 0,1 |

| 2,7 |

| 7,2 |

| 10,7 |

| 12,8 |

| 12,7 |

| 9,9 |

| 5,5 |

| 0,9 |

| −1,9 |

| −3,3 |

| −3,2 |

| 0,1 |

| 2,7 |

| 7,2 |

| 10,7 |

| 12,8 |

| 12,7 |

| 9,9 |

| 5,5 |

| 0,9 |

| −1,9 |

| N i e d e r s c h l a g | 74,4 | 50,0 | 86,4 | 82,2 | 103,0 | 155,6 | 156,3 | 134,1 | 102,7 | 67,6 | 76,2 | 83,5 |
|                         | Jan  | Feb  | Mär  | Apr  | Mai   | Jun   | Jul   | Aug   | Sep   | Okt  | Nov  | Dez  |

## Limnologie

### Zirkulation
Der Attersee ist ein dimiktischer See und zählt zum Typus der tief geschichteten Alpenseen. Zweimal im Jahr, im Frühling und Herbst, kann der Wind aufgrund der gleichmäßigen Temperaturverteilung den Wasserkörper völlig durchmischen. Im Sommer und Winter trennt das Metalimnion die Oberflächenschicht (Epilimnion) vom tiefen, gleichmäßig temperierten Teil (Hypolimnion) des Sees. Die höchsten 2007 und 2008 im Freiwasser gemessenen Temperaturen betrugen jeweils im August 20,2 bzw. 21,0 °C. Diese Werte reichten fast unverändert bis in eine Tiefe von 8 m. Erst unterhalb von 12 m war eine deutliche Temperaturabnahme zu verzeichnen. Über Grund lag die Temperatur sehr konstant zwischen 4,6 und 4,9 °C. Die herbstliche Vollzirkulation reicht bis in den Jänner hinein, die Frühjahrszirkulation bis fast Ende April. Die Winterstagnation dauert in der Regel nur zwei bis drei Wochen. Eine geschlossene Eisbedeckung des Attersees ist wegen seiner windexponierten Lage und seiner enormen Wärmekapazität sehr selten (z. B. 1928/29, 1939/40 und 1941/42), lokal begrenzte Eisdecken in windgeschützten Buchten entstehen aber in jedem strengeren Winter.

### Trophie
Der See weist eine sehr niedrige Konzentration an Nährstoffen auf und ist somit oligotroph. Schon vor dem Bau der Ringkanalisation, die in den 1970er bis 1980er Jahren gebaut wurde, galt der Attersee als nährstoffarm. Trotzdem ließ sich in der Zeit von 1974 bis 1976 ein Eutrophierungstrend, gekennzeichnet durch zunehmende Phytoplanktonbiomasse und abnehmende Sichttiefe, feststellen. Dies dauerte bis Anfang der 1980er Jahre an. Außer leicht steigenden Nährstoff- und Algenkonzentrationen im Seewasser wiesen einige seichte Buchten und vor allem das Mündungsgebiet der Seeache Eutrophierungserscheinungen auf. In dieser Zeit gelangten über 50 % der Phosphorbelastung durch die Seeache in den Attersee. Im Zuge der Sanierungsmaßnahmen gingen die Nährstoffeinträge ab 1982 deutlich zurück. Auch Veränderungen im landwirtschaftlichen Bereich wie die Stagnation der Zahl der Großvieheinheiten und die fortdauernde Umwandlung von Ackerland in Grünland trugen zur Entlastung bei. 1986 wurde mit einer mittleren Phosphorkonzentration von 4,9 μg/l die Grenze zur Ultra-Oligotrophie erreicht. Seit 1989 lagen die mittleren Gesamtphosphorkonzentrationen im Attersee zwischen 2 und 3 μg/l. Die Konzentrationsunterschiede zwischen Epilimnion und Hypolimnion sind insgesamt sehr gering, wobei im Attersee die höheren Werte im Epilimnion auftraten. Die Abwässer der umliegenden Gemeinden fließen in die Kläranlage Lenzing des Reinhalteverbandes Attersee. Dies hat den Vorteil, dass die Kläranlage außerhalb des topographischen Seeneinzugsgebietes liegt und die zwar gereinigten, aber dennoch nährstoffreichen Abwässer den See nicht belasten.

### Sichttiefe

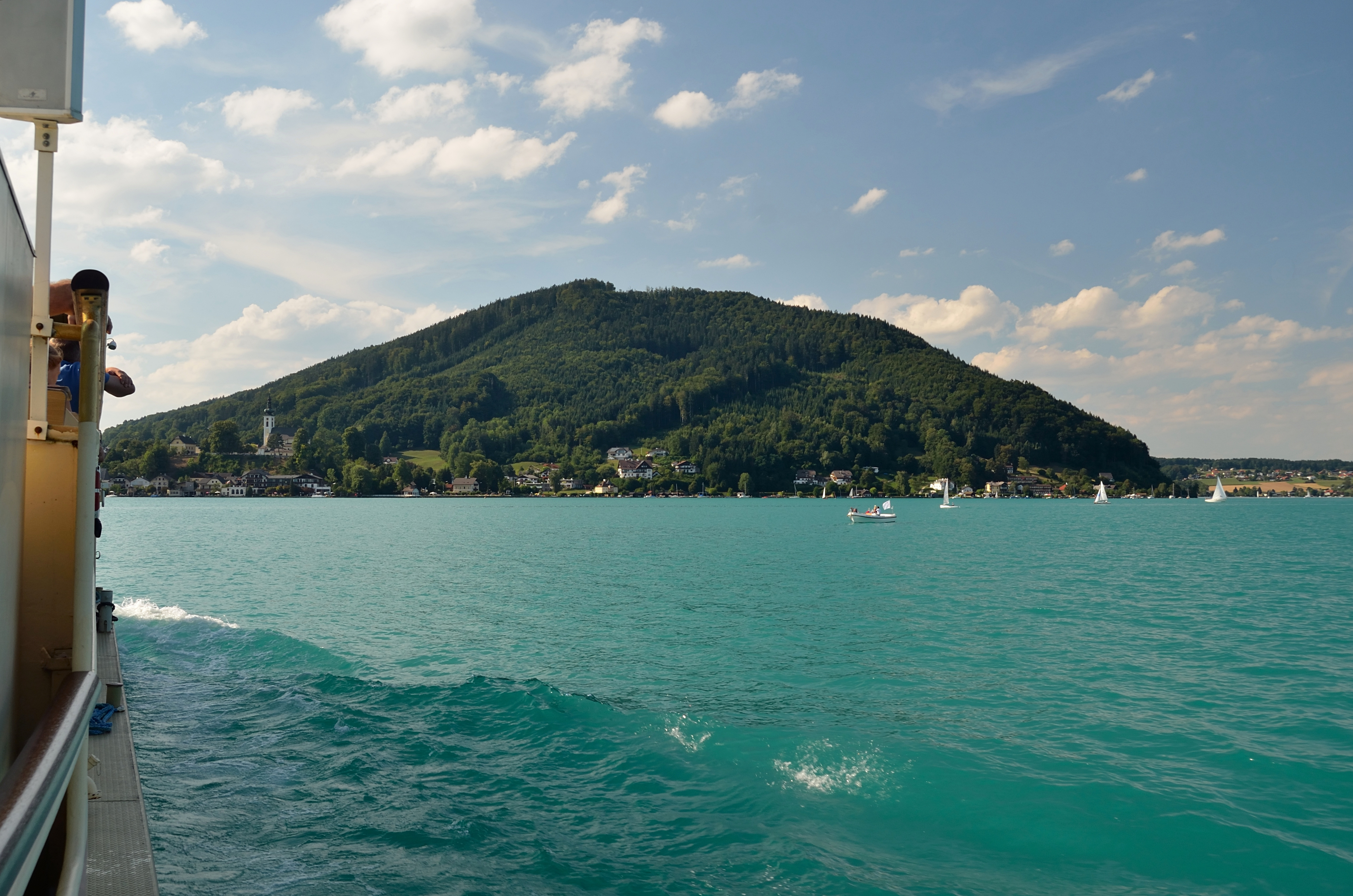
Die milchig-türkise Färbung des Sees im Sommer ist eine Folge biogener Entkalkung. Blick auf den Buchberg

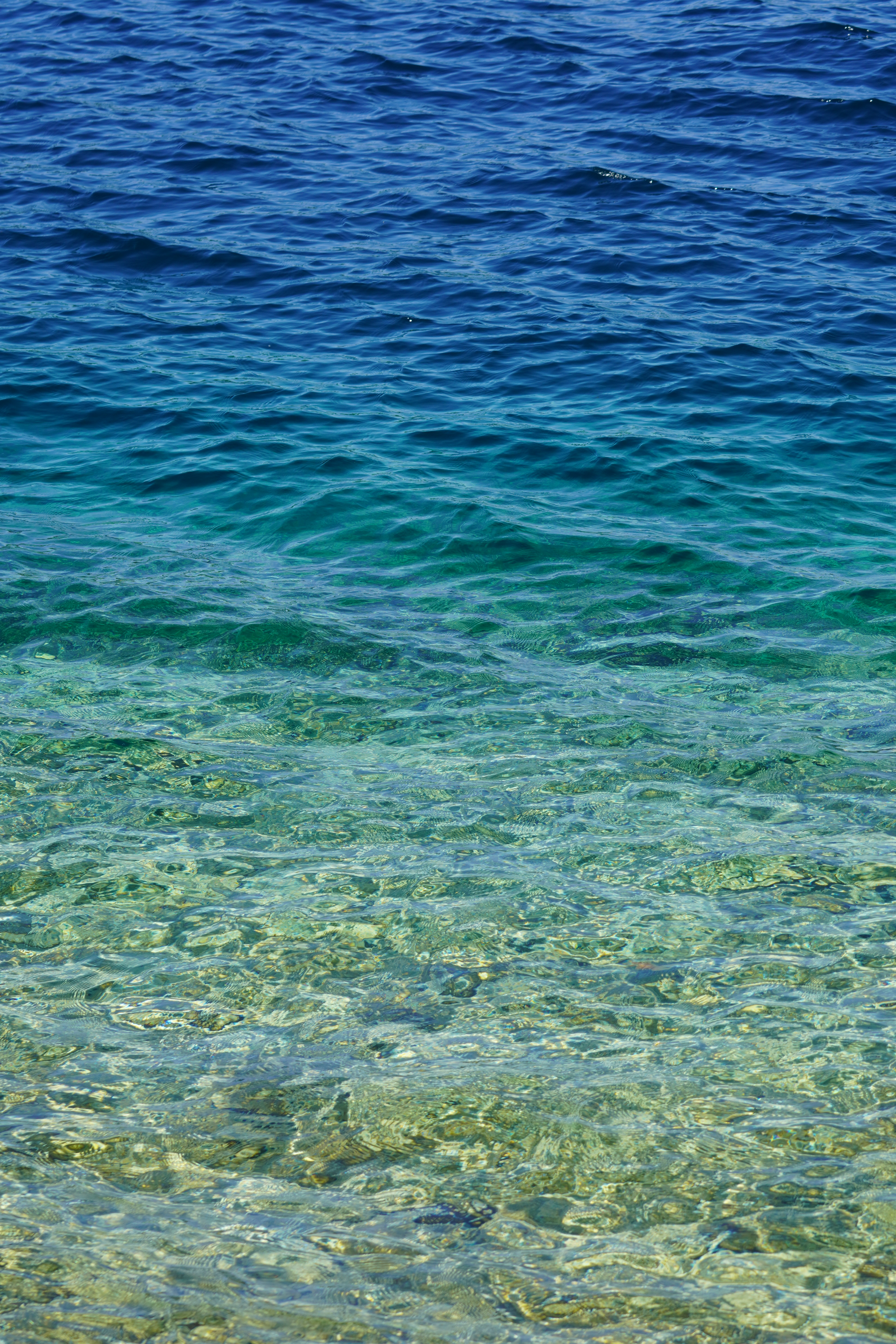
Wasserfarbe Mitte Mai

Mit einer Sichttiefe bis zu 20 m ist er der klarste See Oberösterreichs. Die Maxima werden im Winter erreicht. Der niedrigste Wert wurde im August 2008 mit 4,9 m gemessen. Die geringe Sichttiefe und die im Sommer oft zu beobachtende milchig-türkise Färbung des Sees sind eine Folge der biogenen Entkalkung. Ein großer Teil des im Epilimnion ausgefällten Calciumcarbonats entgeht aber während der Sedimentation durch das Hypolimnion einer Rücklösung und lagert sich am Seegrund in Form von Seekreide ab. Die gesamte biogene Calciumcarbonatproduktion des Attersees wird auf 11.000 bis 12.000 Tonnen pro Jahr geschätzt.

### Plankton
Die Bestandsentwicklung des Phytoplanktons im Attersee zeigt im Jahresverlauf zwei Maxima. In der ersten Jahreshälfte, mit einer Hauptblüte im April, dominieren die Kieselalgen (Bacillariophyta). Das Wachstum des Planktons ist in dieser Zeit niedrig, reicht tief und wurde bis in 20 m Tiefe nachgewiesen. Typische Arten sind Tabellaria fenestrata, Asterionella formosa, Fragilaria crotonensis, Cyclotella commensis und Cyclotella bodanica. Die Bestände der Kieselalgen brechen während der Sommermonate zusammen und die Blütezeit der Grünalgen beginnt, wobei Geminella minor dominiert. Die Reproduktionsrate der Grünalgen ist sehr hoch, reicht jedoch nur bis in geringe Tiefe. Dinoflagellaten (Dinoflagellata) sind eine für den Attersee typische, wenn auch mengenmäßig gering auftretende Artengruppe. Ein typischer Vertreter ist Ceratium hirundinella. Das Crustaceenplankton des Sees setzt sich aus 10 Arten zusammen, wobei mit 75 bis 80 % Anteil Biomasse die Ruderfußkrebse (Copepoda) überwiegen. Dominierende Arten sind Eudiaptomus gracilis und Cyclops abyssorum. Daphnia hyalina und Eubosmina longispina sind die häufigsten Vertreter der Krallenschwänze (Onychura). Mit einer mittleren Individuenzahl von 15 Crustaceen pro Liter ist der Attersee als planktonarm zu bezeichnen.

## Fauna

### Fische

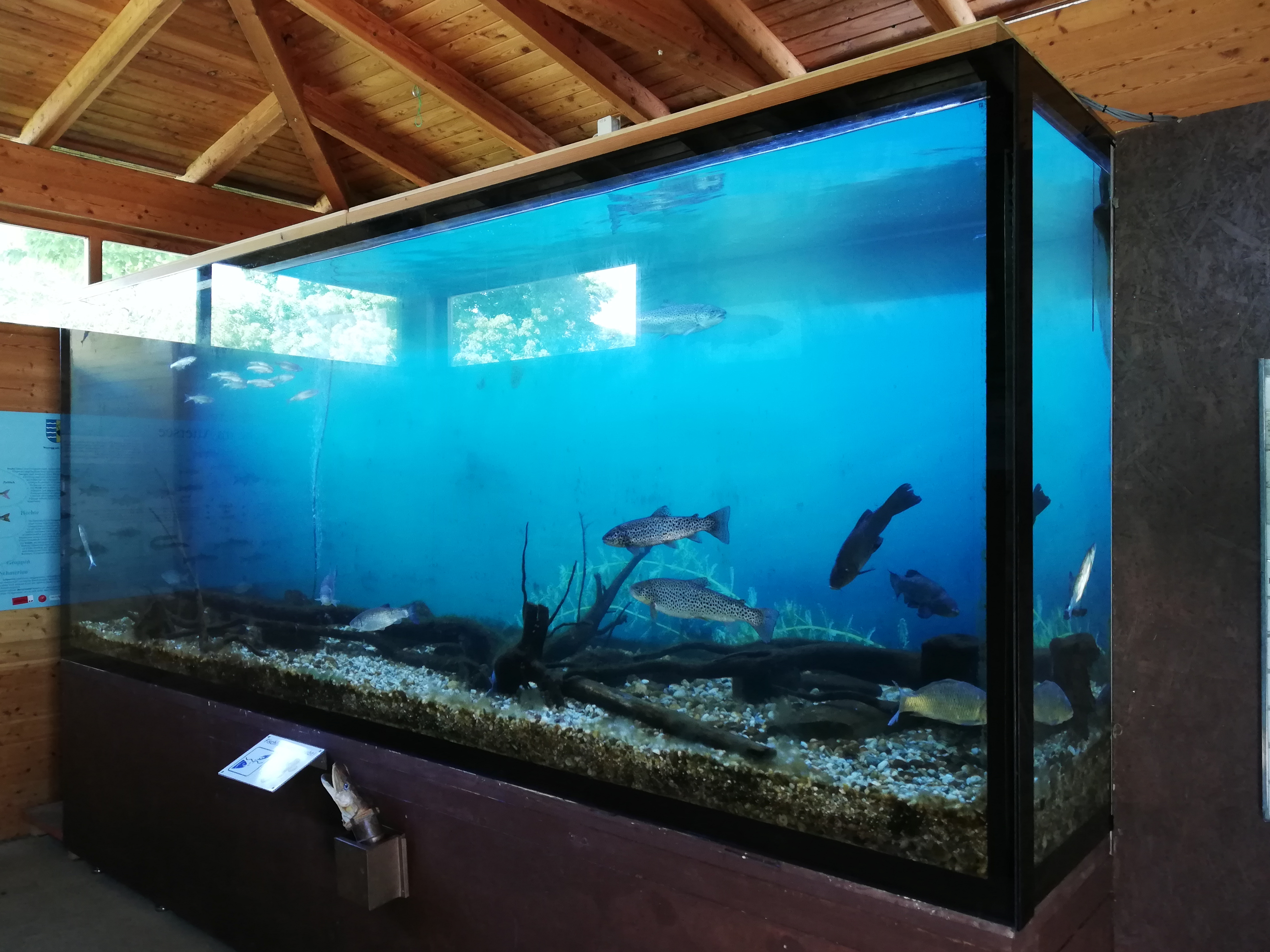
Im Aquarium Weyregg können die heimischen Fischarten besichtigt werden

Der Attersee bietet Lebensraum für eine große Artenvielfalt und zählt zum fischökologischen Seentyp „Elritzensee“. Dabei handelt es sich um Seen mit großer Wasserfläche, hoher Wassertiefe und einer Höhenlage von etwa 400 m ü. A. bis 1100 m ü. A. m Seehöhe. Die Leitfischart ist die Elritze. Weitere vorkommende Arten sind: Europäischer Aal, Aalrute, Aitel, Brachse, Flussbarsch, Kaulbarsch, Hasel, Hecht, Karpfen, Koppe, Perlfisch, Rotauge, Rotfeder, Rußnase, Schleie, Schmerle, Seeforelle, Seelaube, Seesaibling, Wels, Zander. Vertreter der Gattung Coregonus werden lokal als Reinanken bezeichnet. Entsprechend den vielen, unterschiedlichen regionalen Erscheinungsformen ist eine systematische Klassifikation der einzelnen Populationen der Gattung Coregonus schwierig. Für den Attersee und Mondsee ist jedoch die Art Attersee-Reinanke (Coregonus atterensis) beschrieben.

### Vögel

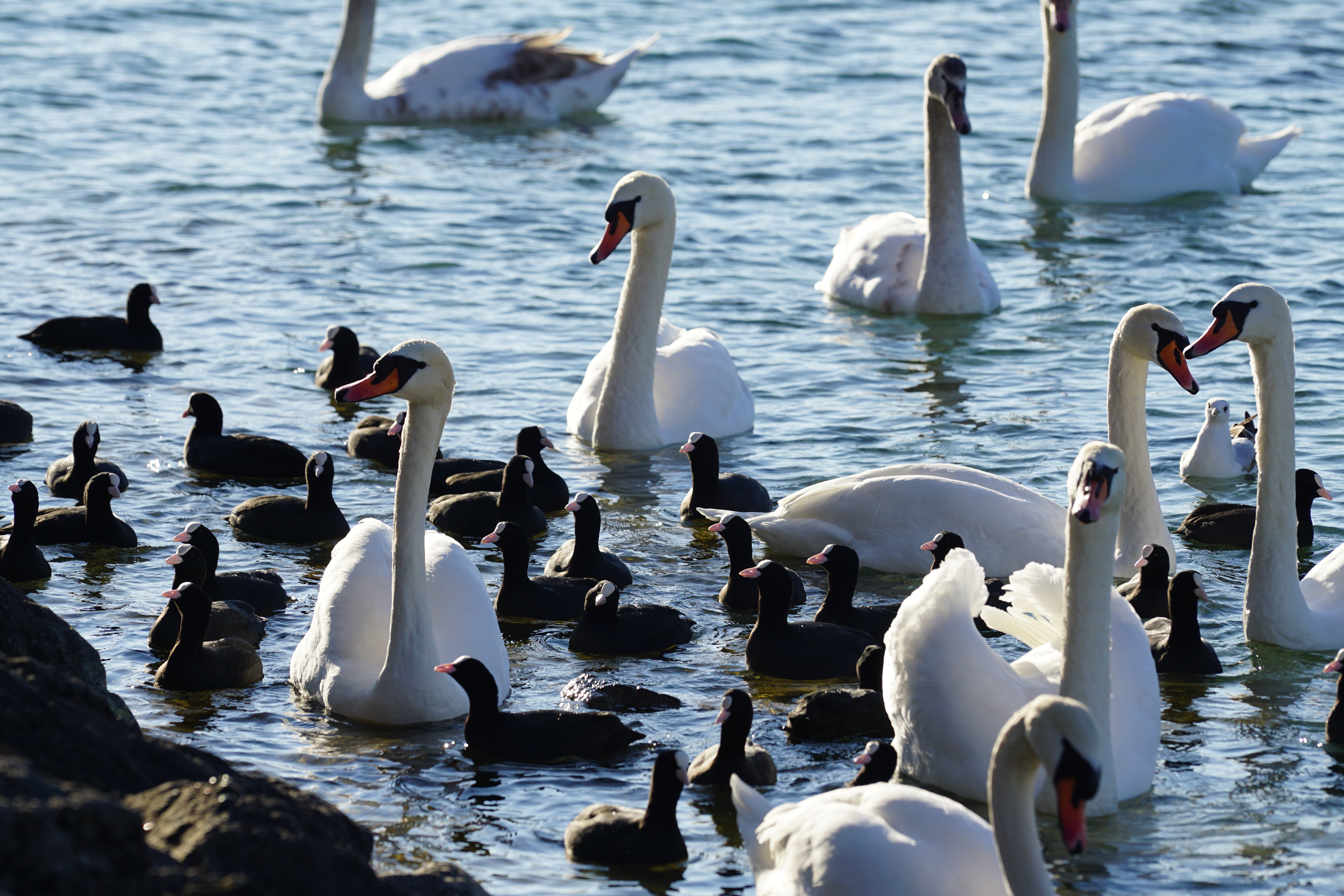
Höckerschwäne und Blässhühner in Kammer am Attersee

Die auffälligste Vogelart am Attersee und an den anderen Salzkammergutseen ist der Höckerschwan (Cygnus olor), der 1932 in Nußdorf, Weyregg und Steinbach angesiedelt wurde. Der See ist Lebensraum für viele Entenvögel. Häufig anzutreffen ist die Stockente (Anas platyrhynchos). Seltener sind Reiher- (Aythya fuligula), Schell- (Bucephala clangula), Eider- (Somateria mollissima) und Tafelente (Aythya ferina). Neben der häufigen Lachmöwe (Chroicocephalus ridibundus) kommt auch die Sturmmöwe (Larus canus) vor. Haubentaucher (Podiceps cristatus) und Zwergtaucher (Tochybaptus ruficollis) sind ebenfalls häufig. Die Bestände vieler Arten sind starken jahreszeitlichen Schwankungen unterworfen. Beim Blässhuhn (Fulica atra) erreicht die Population im Jänner bis März das Maximum. Nur der Höckerschwan brütet am Attersee, die restlichen Arten verlassen zur Brutzeit das Gebiet oder ziehen sich in die Bachläufe zurück. Trotz Verbots werden Höckerschwänen und andere Wasservögel gerne von Touristen gefüttert. Durch das zusätzliche Nahrungsangebot wird der Bestand auf unnatürliche Weise zu hoch gehalten und es kommt zu Schäden durch Verkotung und Fraß.

### Krebstiere
Steinkrebs (Austropotamobius torrentium) und Edelkrebs (Astacus astacus) waren bis in die 1970er Jahre im Attersee heimisch. Die Einschleppung des Signalkrebses (Pacifastacus leniusculus) als Überträger der Krebspest führte zum Erlöschen der autochthonen Populationen. Der Steinkrebs konnte sich nur in kleinen Zubringerbächen zum Attersee halten, welche vom See durch Rohre isoliert sind. Diese Gefällestufen schützen vor aufwandernden Signalkrebsen und führen zu einer Unterbrechung der Übertragungskette.

## Flora und Vegetation

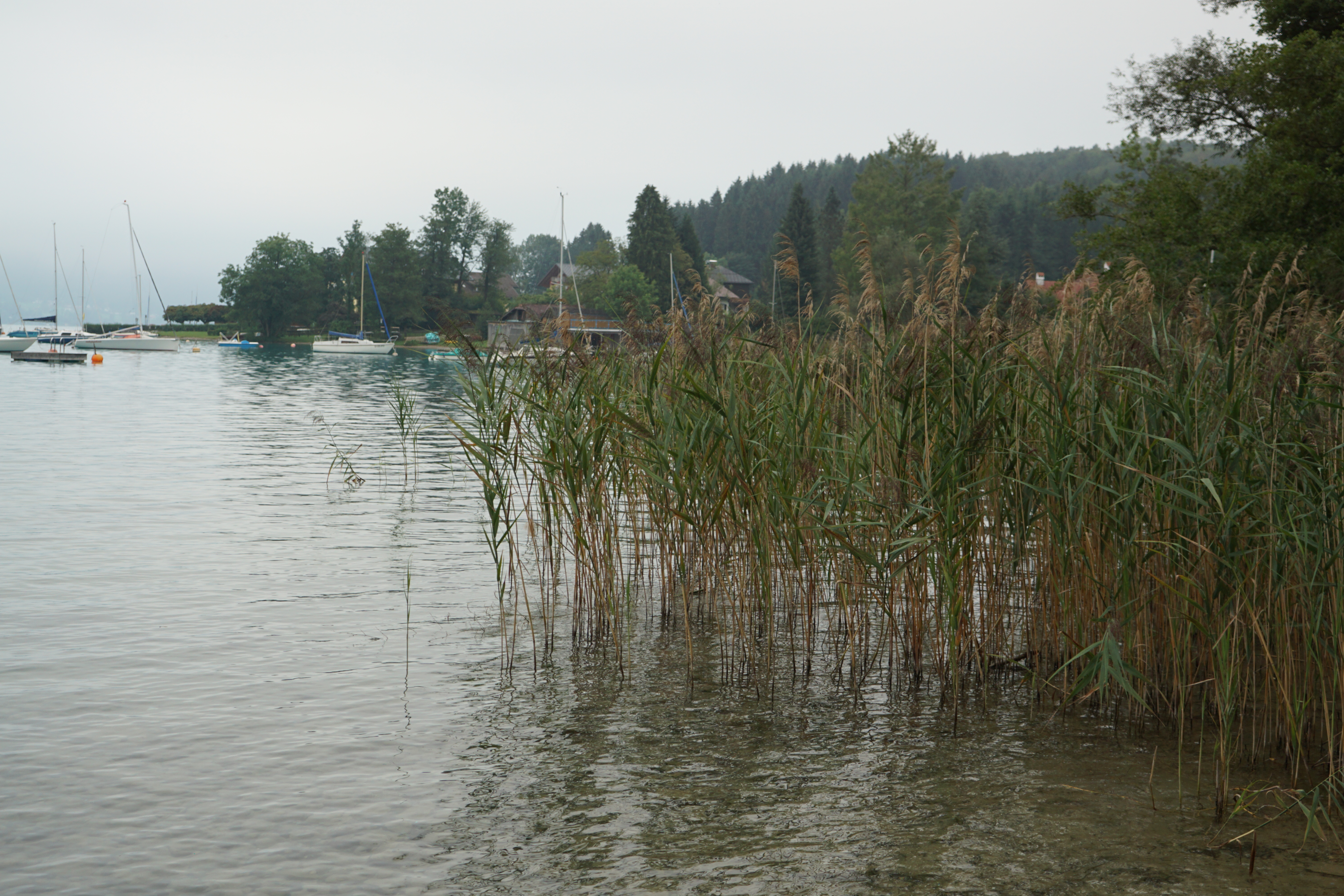
Kleiner Bestand des Schilfrohrs in Stockwinkl am Westufer des Attersee.

Der Attersee bietet mit seinen vielgestaltigen Ufern und dem nährstoffarmen, klaren Wasser Lebensraum für viele Pflanzen. Im Rahmen einer Makrophyten-Kartierung konnten 2009 insgesamt 46 Arten (43 Spezies zuzüglich 3 Varietäten) nachgewiesen werden. 37 davon zählen zu den submersen Pflanzen, 7 gehören zur Röhrichtvegetation und 2 sind Schwimmblattarten. Bemerkenswert ist vor allem die Vielfalt an Armleuchteralgen (Charophyceae) (14 Taxa) und aquatischen Moosen (5 Taxa). Die Armleuchteralgen sind mit 83 % relativer Pflanzenmasse die mit Abstand dominierende Artengruppe. Die häufigste Art im Attersee ist die Dunkle Glanzleuchteralge (Nitella opaca). 22 Spezies, also etwa die Hälfte der vorkommenden Arten, haben einen Eintrag in den Roten Listen Österreichs.
Die Röhrichtvegetation ist am Attersee kaum vorhanden und wird nicht, wie sonst üblich, vom Schilfrohr (Phragmites australis), sondern von der Gewöhnlichen Teichbinse (Schoenoplectus lacustris) dominiert. Nährstoffarme Seen wie der Attersee weisen von Natur aus lediglich schüttere, niederwüchsige Schilfbestände auf. Zum anderen ist auch aufgrund der Morphologie des Sees kaum Platz für ausgedehnte Röhrichtbestände. Das Ost- und das Südufer des Sees bieten durch die steil abfallenden Uferböschungen und das felsige Substrat kaum Lebensraum für eine Röhrichtvegetation. Das Westufer ist vor allem durch massive Uferverbauung beeinträchtigt. Ein geschlossener Schilfgürtel existiert nicht, es handelt sich nur um kleine, inselartige Vorkommen. Zwischen Buch- und Litzlberg existieren auch dichtere Bestände.
Die Schwimmblattvegetation des Attersees ist nur marginal ausgebildet. Von den zwei vorkommenden Arten dominiert die Weiße Seerose (Nymphaea alba) vor der Gelben Teichrose (Nuphar lutea). Beide Rote-Liste-Arten gehören zu den seltensten Pflanzen des Attersees. Kleine Vorkommen am Attersee befinden sich etwa in der Mühlleitner Bucht.
Die submerse Vegetation wird am Attersee von Armleuchteralgen dominiert und reicht aufgrund des klaren Wassers bis in 22 m Tiefe. Die Vegetation folgt dort einer typischen Tiefenzonierung. Flachwasser-Characeen, wie etwa Chara aspera, wachsen im Attersee bis in eine Tiefe von 2 bis 4 m. Anschließend folgt die Zone der Characeen des mittleren Tiefenbereiches (etwa Chara contraria), die dort maximal bis 10 m, überwiegend jedoch bis 7 m Wassertiefe reicht. Diese Zone wird abgelöst von Characeen der Tiefe mit einer mittleren Ausdehnung bis 10 bis 11 m. Bis zur Vegetationsgrenze, die im Mittel bei 15,6 m liegt, aber auch deutlich mehr betragen kann (maximal 22 m), erstrecken sich ausgedehnte Nitella-Fluren.

## Naturschutz

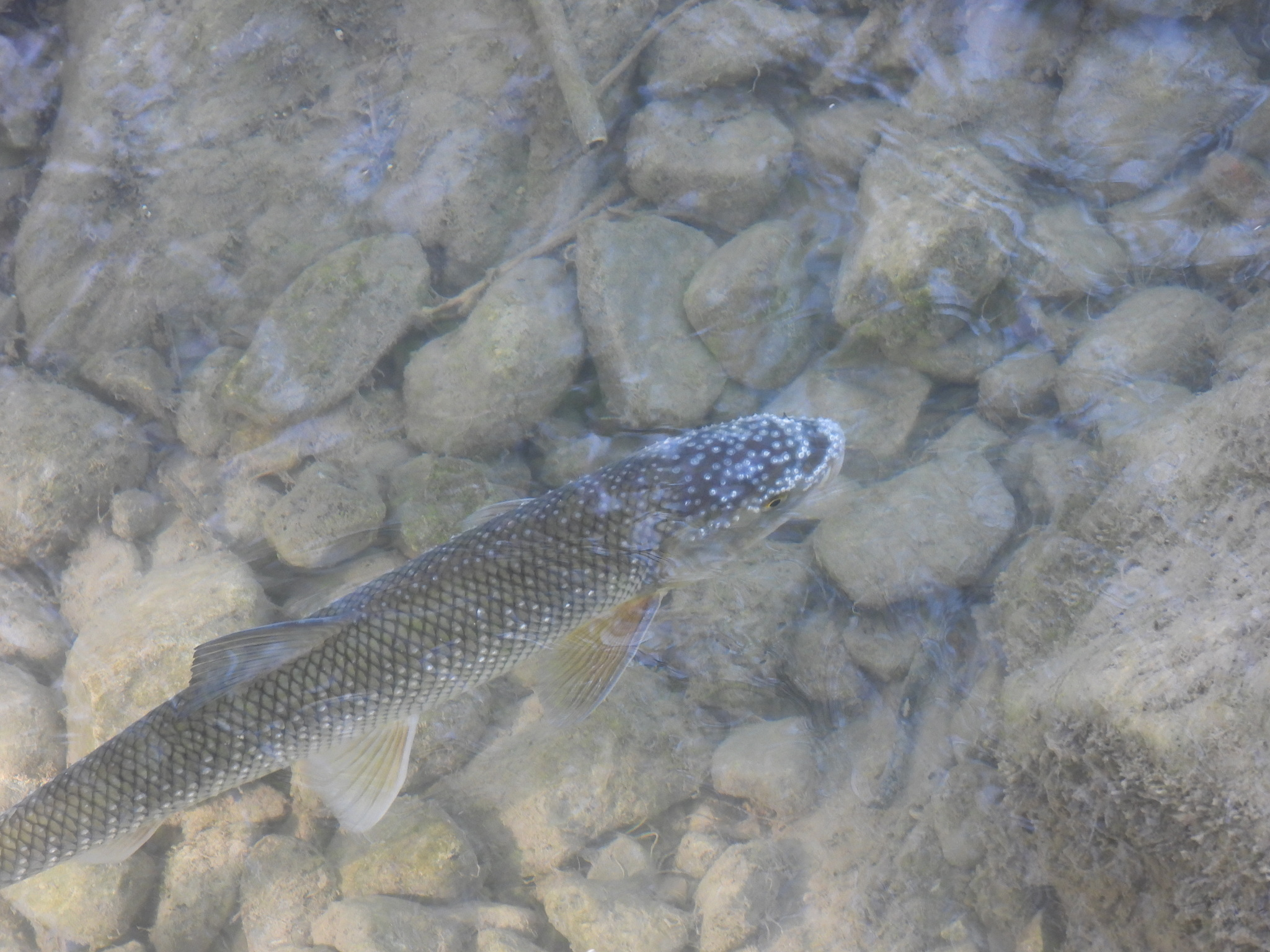
Perlfisch mit namensgebendem Laichausschlag

Der Attersee ist Teil des Europaschutzgebiets Mond- und Attersee (AT3117000) gemäß der FFH-Richtlinie als Teil des Netzwerks Natura 2000. Das Schutzgebiet ist 6134,4 Hektar groß und umfasst den Mondsee, den Attersee, die Seeache sowie die Unterläufe von Zeller Ache, Fuschler Ache und Äußerem Weißenbach. Die Schutzgüter, die zur Ausweisung dieses Gebietes als Europaschutzgebiet (Natura-2000-Gebiet) geführt haben, sind der Lebensraumtyp oligo- bis mesotrophe kalkhaltige Gewässer mit benthischer Vegetation aus Armleuchteralgen sowie den beiden Fischarten Perlfisch (Rutilus meidingeri) und Seelaube (Chalcalburnus chalcoides). Um die Durchgängigkeit der Fischwanderung zu ermöglichen, wurde 2015 am Klauswehr des Ausrinns eine Fischtreppe errichtet.
Am Westufer des Attersees zwischen Aufham und Altenberg befindet sich ein letzter Rest eines naturnahen Rotbuchenwalds. Der lange und schmale Uferstreifen hat eine Fläche von 1,8 Hektar und das Gebiet steht seit 1987 unter Naturschutz (Aufhamer Uferwald, N150). Die mächtigsten Bäume weisen dort einen Stammumfang von 6,40 m und eine Stammhöhe von 30 m auf. Die Wasserfläche vor dem Uferwald gilt durch Verordnung als Laichschonstätte und darüber hinaus ist in dieser Zone mit Ausnahme eines kleineren Abschnittes das Setzen von Bojen verboten.

## Wirtschaft

### Tourismus

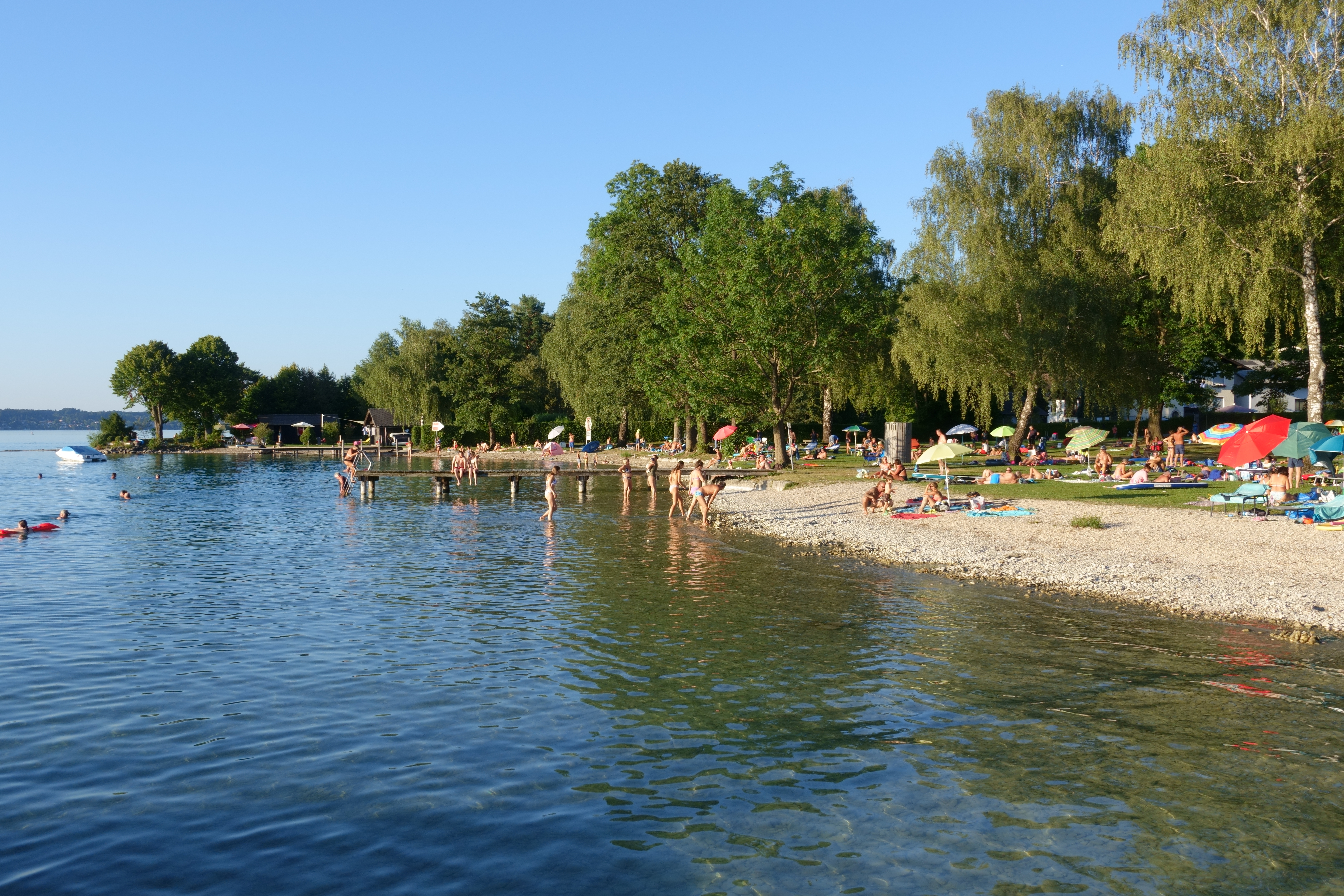
Badebetrieb am öffentlichen Badeplatz in Weyregg am Attersee

Aufgrund seiner guten Wasserqualität und seiner vor allem in geschützten Uferbereichen badetauglichen Temperaturen und der guten Segelbedingungen durch die freie Lage mit relativ konstanter und abschätzbarer Windsituation ist der Attersee von hoher  touristischer Bedeutung und der Sommertourismus ist eine wichtige Wertschöpfungsquelle für die Wirtschaft in der Region. Ein Drittel der Gäste kommt aus dem Inland und zwei Drittel kommen aus dem Ausland. Der Wintertourismus spielt eine nur geringe Rolle. Nach der Sommersaison, welche von Mai bis September dauert, schließen viele Betriebe über den Winter. Da der Tourismus stark von der Wetterlage abhängig ist und es an Schlecht- bzw. Allwetterprogrammen fehlt, sind die Nächtigungszahlen in der gesamten Region in den letzten Jahren teilweise stark rückläufig. Die Zahl der Tagesgäste, die aus dem Zentralraum von Linz und Salzburg zum Baden kommen, steigt. An schönen Sommertagen und besonders an den Wochenenden sind die Bäder und Parkplätze oft überlastet.
Bereits 1892 wurde ein Verband zur Hebung der Sommerfrischen am Attersee gegründet. 1926/27 erfolgte eine Neugründung als Fremdenverkehrsverband für das Attersee- und Mondseegebiet. 1952 wurde der Atterseeverband begründet, 1999 erfolgte der Zusammenschluss der Ortsverbände der Atterseegemeinden zum mehrteiligen Tourismusverband (Tourismusregion) Ferienregion Attersee, der auch 2001 Gründungsmitglied der Salzkammergut Tourismus GmbH war (seither Ferienregion Attersee–Salzkammergut). 2019 schlossen sich die Tourismusverbände Attersee und Attergau sowie Frankenmarkt und Vöcklamarkt zu einem großen Verband zusammen und treten heute unter dem Namen Tourismusverband Attersee-Attergau auf.
Einige Seebäder, die sich im Besitz der Bundesforste, des Landes Oberösterreich oder der Anrainergemeinden befinden, stehen der Allgemeinheit zur Verfügung. Im Süden und Südosten gibt es weiters einige schmale öffentlich zugängliche Uferstreifen, die allerdings direkt an den Hauptdurchzugsstraßen liegen.

### Schifffahrt

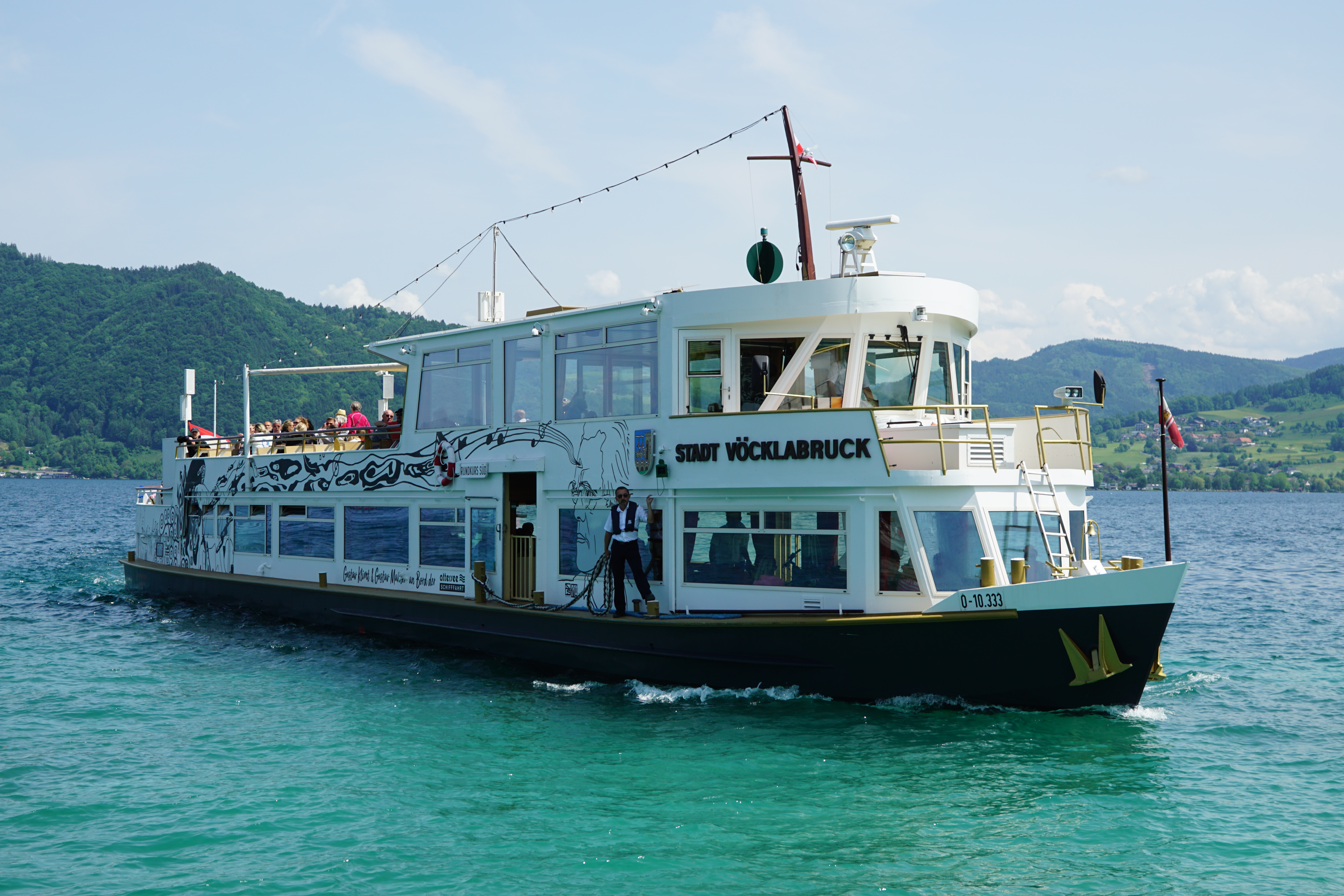
MS Stadt Vöcklabruck vor dem Anlegen in Attersee

Die kommerzielle Attersee-Schifffahrt wurde im Jahr 1869 gegründet. Heute betreibt das Unternehmen Stern Schifffahrt GmbH mit Sitz in Gmunden die Schifffahrt am See. Es verkehren regelmäßig Boote auf zwei Rundkursen. Der Rundkurs Nord erstreckt sich zwischen Seewalchen und Weyregg, der Rundkurs Süd zwischen Weyregg und Unterach.

### Fischerei
Die Fischerei wird am Attersee kaum mehr hauptberuflich ausgeübt. Meist handelt es sich um Nebenerwerbsbetriebe oder um Gasthöfe mit einer eigenen Fischzucht. Fischereirechte sind Eigentum des Besitzers und können verkauft oder verpachtet werden. Es ist die Aufgabe der Fischereireviere, die Lizenzen zu vergeben, den artgerechten jährlichen Besatz zu regeln und Fangmengen festzulegen. Der Attersee ist in 56 Fischereirechte (Groß- und Kleinfischereirechte) untergliedert, die zum Fischereirevier Attersee zusammengefasst sind. Der Fischbesatz betrug 1997 1,5 Millionen Reinanken, 0,5 Millionen Hechte und 350 000 Maränen. Der geschätzte Gesamtausfang pro Jahr liegt bei ca. 5 – 7 kg/ha.

## Sport

### Bootssport

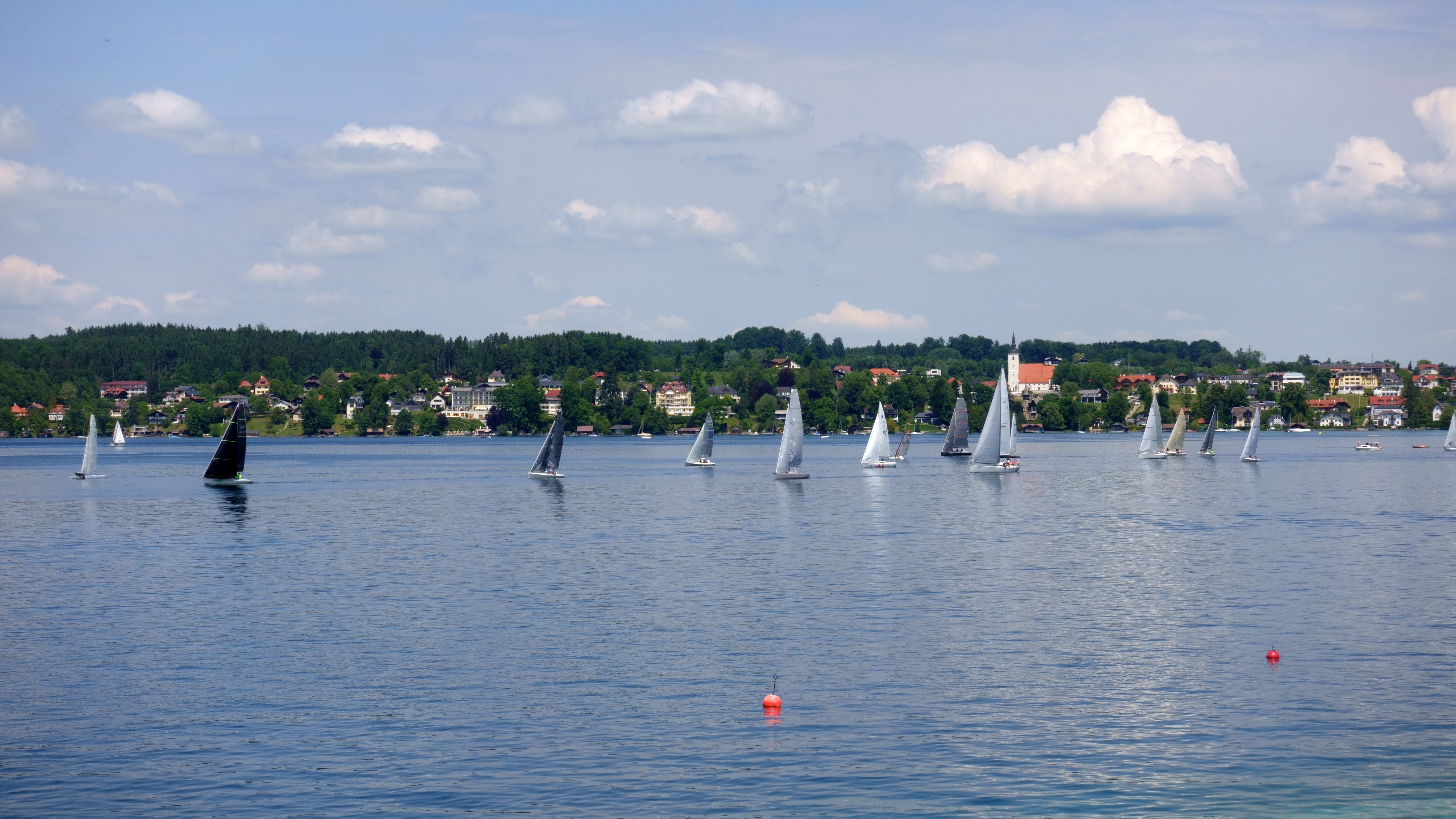
Der Attersee ist ein beliebtes Segelrevier

Aufgrund der guten Windsituation ist der Attersee ein beliebtes Segel- und Surfrevier. Am See existieren acht Segelclubs. Der Union-Yacht-Club Attersee mit Sitz in Attersee am Attersee wurde bereits 1886 gegründet und ist der größte Club am See. Der Attersee ist bekannt für den sogenannten Rosenwind, eine typische Thermik, die sich durch die topographische Lage entwickeln kann. Bei stabiler Schönwetterlage entsteht am späten Vormittag durch das Erwärmen des südlich gelegenen Gebirgsmassivs eine Vertikalströmung, die von einer kühlen Zuluft, vom nördlichen Abfluss der Ager bis ins südlich gelegene, gebirgige Becken gespeist wird. So entsteht auch bei stabiler Hochdrucklage eine gleichmäßige frische Brise. Die zweite Hauptwindrichtung ist der Westwind, der für seine kräftigen und unberechenbaren Böen bekannt ist.
Im Juli und August besteht ein Verbot von Verbrennungsmotoren auf Schiffen und Booten. Ausgenommen sind Berufsfischerei, Linienschifffahrt und Fahrzeuge der Rettung und Feuerwehr.

### Tauchsport
Aufgrund der meistens hervorragenden Sichttiefe und den unterseeischen Steilabstürzen am Ostufer ist der Attersee ein beliebtes Tauchgebiet. Wegen zahlreicher Unfälle vor allem im Bereich der sogenannten Schwarzen Brücke hat der Attersee bei Anhängern des Tauchsports traurige Berühmtheit erlangt. Laut Einsatzstatistik der Rettungskräfte wurden dort zwischen 1971 und Februar 2009 13 verunglückte Taucher tot geborgen. Am 18. September 2005 erreichte Hans Brandstätter 165 Meter Tiefe und stellte damit einen neuen österreichischen Rekord auf.

### Radfahren
Einmal im Jahr, gewöhnlich Anfang Mai, wird ein autofreier Rad-Erlebnistag veranstaltet, bei dem eine 48 km lange Strecke rund um den See über die Attersee Straße (B 151) und Seeleiten Straße (B 152) für den Autoverkehr gesperrt ist. Diese Veranstaltung ist sehr beliebt und 2018 nahmen mehr als 50.000 Radfahrer und Skater teil.
Auf gleicher Strecke wird seit 2011 jährlich im September der „King of the Lake“ ausgetragen. Die Teilnahme am zuletzt 47,2 km langen Mannschafts- und Einzelzeitfahren rund um den Attersee ist jedermann möglich. Das Rennen zog 2018 etwa 1200 Fahrer aus ganz Europa an. Start und Ziel befinden sich an der Marina in der Ortschaft Kammer, die zu Schörfling am Attersee gehört.

## Namenskunde

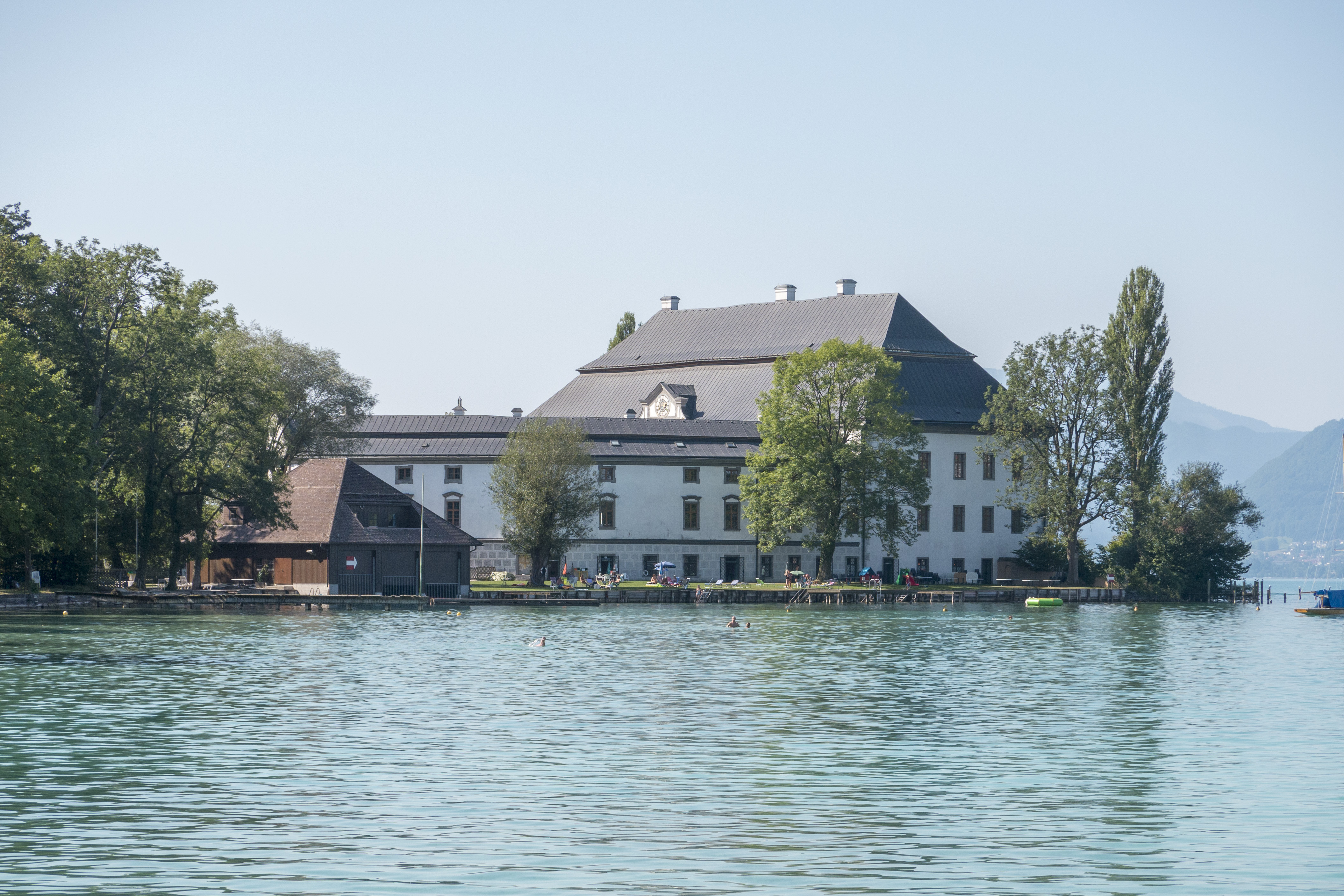
Der Name Kammersee bezieht sich auf das Schloss Kammer

Der Name Attersee wird erstmals im Jahr 798 als super lacum Aterse erwähnt, die umgebende Region, der Attergau, bereits 748 (intra atergauui). Primär ist das althochdeutsche Atara das Bestimmungswort der Zusammensetzungen Attersee und Attergau. Gewöhnlich wird Atara als vorgermanischer Gewässername auf das indogermanische adra (Wasserlauf) zurückgeführt, obwohl Atara als Gewässername nicht belegt ist und es sich beim Attersee um einen großen See und nicht um ein Fließgewässer handelt. Eine weitere Deutungsmöglichkeit des Namens ist, dass der Abfluss des Attersees die Ager (Agria) mit Adra reimt und dass Attersee und Mondsee zusammen ein System bilden. Mondsee ist ein vergleichsweise junger Name und die ursprüngliche Benennung der Teile des Systems Mondsee-Attersee ist denkbar: Der obere, hintere Teil (Mondsee und Seeache) trug den Namen Adra, der untere, vordere Teil, vor allem sein Abfluss, den Namen Agra (Agria). Durch die Neubenennung des oberen Teils als Mondsee wird der Geltungsbereich des Namens Adra flussabwärts auf den Attersee verdrängt. Kammersee bezieht sich auf das Schloss Kammer in Schörfling am Attersee und damit auf das Kammergut als Herrschaftsbesitz und das Salzkammergut selbst.
Die Ortsnamen von Seewalchen und Ainwalchen beziehen sich auf die Anwesenheit der Römer, die von den Germanen als Walchen bezeichnet wurden. Die meisten Ortsnamen am Attersee stammen aus der Zeit der frühen Mittelalters. Vor allem Ortsnamen die auf -ing enden, deuten auf eine sehr frühe bairische Besiedlung hin.

## Geschichte

### Siedlungsgeschichte

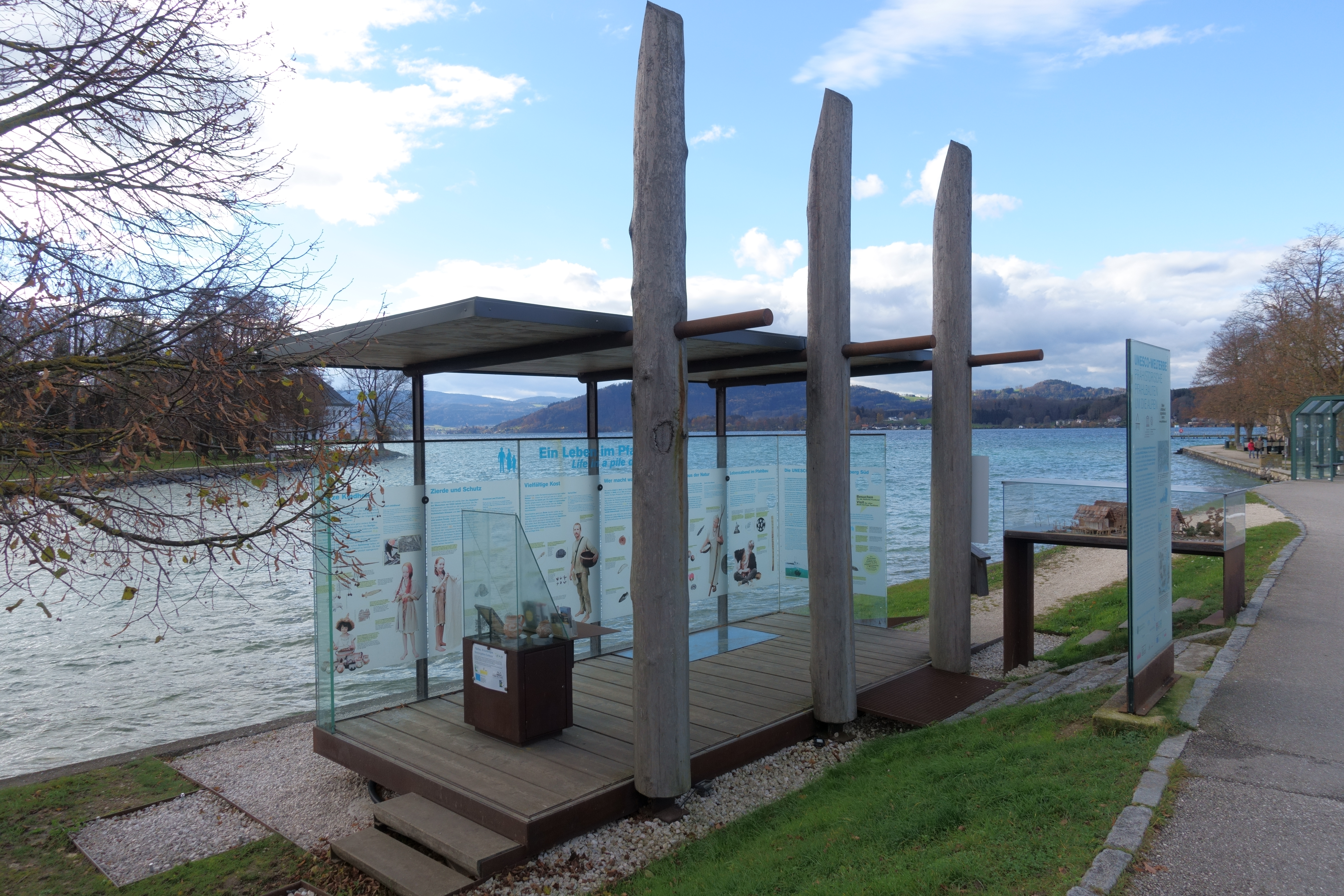
Pavillons am Seeufer informieren über die Pfahlbausiedlungen am Attersee

Erste Siedlungsspuren sind durch jungsteinzeitliche Pfahlbaureste am Atterseeufer belegt. Die älteste Datierung aus Seewalchen stammt aus der Zeit um 3900 Jahre vor Christus und wird der Mondseekultur zugerechnet. Die Pfahlbausiedlungen befanden sich vor allem an den flacheren Uferbereichen am Westufer von Unterach bis zum Nordende in Schörfling und am Ostufer in Weyregg. Die heute unter Wasser liegenden Überreste befanden sich ursprünglich am Ufer, da der Seespiegel damals niedriger war. Ein Anstieg des Seespiegels in der späten Kupfersteinzeit hat dann die Siedlungstätigkeit am Ufer beendet. Klimatische Änderungen mit erhöhten Niederschlägen, wie sie etwa im älteren Atlantikum auftraten, könnten dies bedingt haben. 2011 wurden die Fundorte Abtsdorf I und III und Litzlberg Süd in das grenzübergreifenden UNESCO-Welterbestätte Prähistorische Pfahlbauten um die Alpen aufgenommen. Weitere Funde am Ufer belegen eine Siedlungskontinuität bis zur beginnenden Bronzezeit. Aus Seewalchen stammen überregional bedeutende Funde aus der Kupfer- und der späteren Bronzezeit, wie ein Rasiermesser oder ein Bronzedolch. Beide Objekte können im Naturhistorischen Museum Wien besichtigt werden.
Am Buchberg am Nordwestufer wurde 1974 bei einer archäologischen Ausgrabung ein etwa 550 mal 200 Meter große Ringwall, der die flachere Kuppe des Buchbergs umschließt, erstmals untersucht. Hierbei konnten mehrere Fundstücke von der  Jungsteinzeit bis zur Bronzezeit geborgen werden. Bei der archäologischen Forschungs- und Lehrgrabung der Universität Wien konnte festgestellt werden, dass es sich bei der Wallanlage auf dem Buchberg um eine spätbronzezeitliche (circa 1300–800 v. Chr.) Höhensiedlung handelte.
Keltisch-römische Siedlungstätigkeit ist durch einen Hortfund beim Kaiserbrunnen in Unterach belegt. Am Ostufer verlief eine Römerstraße durch das Weißenbachtal bis nach Bad Ischl. In Weyregg befinden sich Überreste einer Villa rustica mit gut erhaltenen Mosaiken. Der Villa vorgelagert sind Steinwälle im See, wobei unklar ist, ob es sich um Reste einer Hafenanlage oder eines Fischkalters (piscina) handelt.
Nach dem Niedergang des Weströmischen Reiches folgte die Landnahme durch die Bajuwaren. Das weltliche Zentrum befand sich im Frühmittelalter im heutigen Ort Attersee. Auf dem Atterseer Kirchberg gab es einen Königshof, der 885 erstmals als „Atarnhova“ (Atterhofen) urkundlich erwähnt wurde und im Laufe des 9. Jahrhunderts mehrmals von fränkischen Königen aufgesucht wurde. Für 888 ist ein Besuch von Arnolf von Kärnten belegt.

### Flößerei

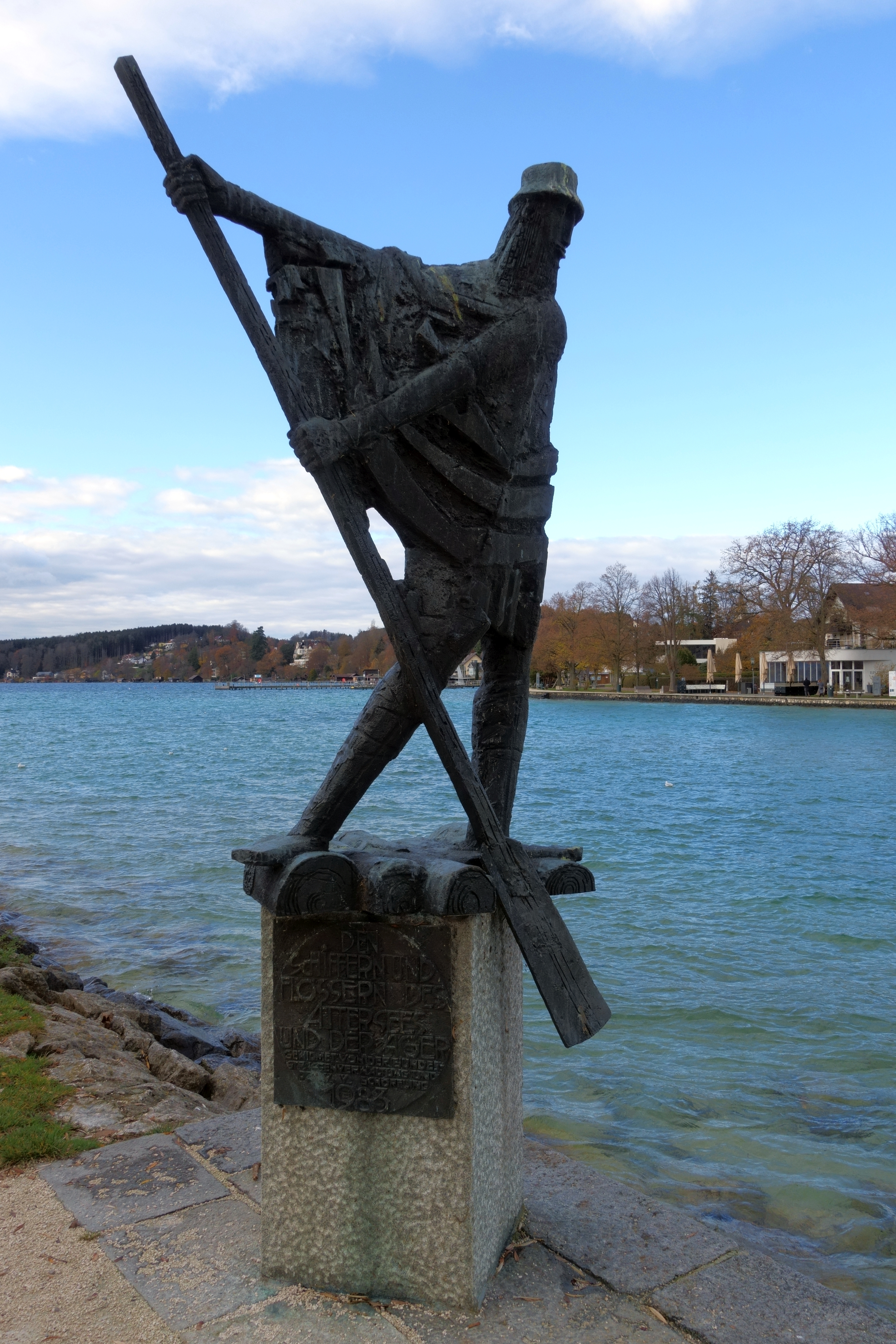
Flößerdenkmal in Kammer

Die Flößerei war über Jahrhunderte ein wichtiger Wirtschaftsfaktor am Attersee. Mit der Errichtung der Saline in Ebensee am Traunsee 1604 wurde die Holzwirtschaft des südlichen Attergaus auf die Brennholz-Erzeugung für das Sudhaus ausgerichtet. Für die Salzgewinnung in den Sudpfannen wurden pro Woche rund 400 Raummeter Holz benötigt. Für die Verwaltung der Reichsforste der Monarchie wurde das Forstamt im Gemeindegebiet von Steinbach errichtet. Viele Täler wurden für den Holztransport erschlossen; ein ausgeklügeltes System von Klausen wurde angelegt. Kompliziert gestaltete sich der Transport des Holzes aus dem an der Nordseite des Höllengebirges gelegenen Kienbachtal. Das Holz wurde zuerst über den Kienbach (Kienklause) zum Attersee getriftet und mit Plätten nach Weißenbach gebracht. Der Weitertransport erfolgte meist im Winter mit von Ochsen gezogenen Schlittenfuhrwerken. Ab der Wasserscheide (Umkehrstube) konnte bis zur Saline nach Ebensee wieder getriftet werden. Um die Arbeit zu erleichtern, wurde 1722 ein hydraulischer Aufzug, der einen Höhenunterschied von 50 Metern überwand, mit anschließendem Schwemmkanal gebaut.
Auch wurde Holz, insbesondere langes Schiffbauholz, in der Form von großen Holzflößen, welche mit mehreren Segeln ausgestattet waren, vom südlichen Teil des Sees bis zum Ausfluss an die Ager gebracht. Die Flöße wurden dort in kleinere Teile zerlegt und über die Ager und Traun zur Donau getriftet. 1877 ermöglichte die Inbetriebnahme der Salzkammergutbahn den Transport billiger Braunkohle aus den Revieren am Hausruck, was zur Einstellung des Holztransportes nach Ebensee führte. Mit dem Ausbau des Straßennetzes und der zunehmenden Motorisierung bzw. dem Kraftwerksbau an den Flüssen wurde die Flößerei Mitte des 20. Jahrhunderts eingestellt. An der Seepromenade in Kammer, oberhalb der Agerbrücke, erinnert das Flößerdenkmal an den früheren Umschlagplatz der Flößer und Schiffer.

## Der Attersee in der Kunst

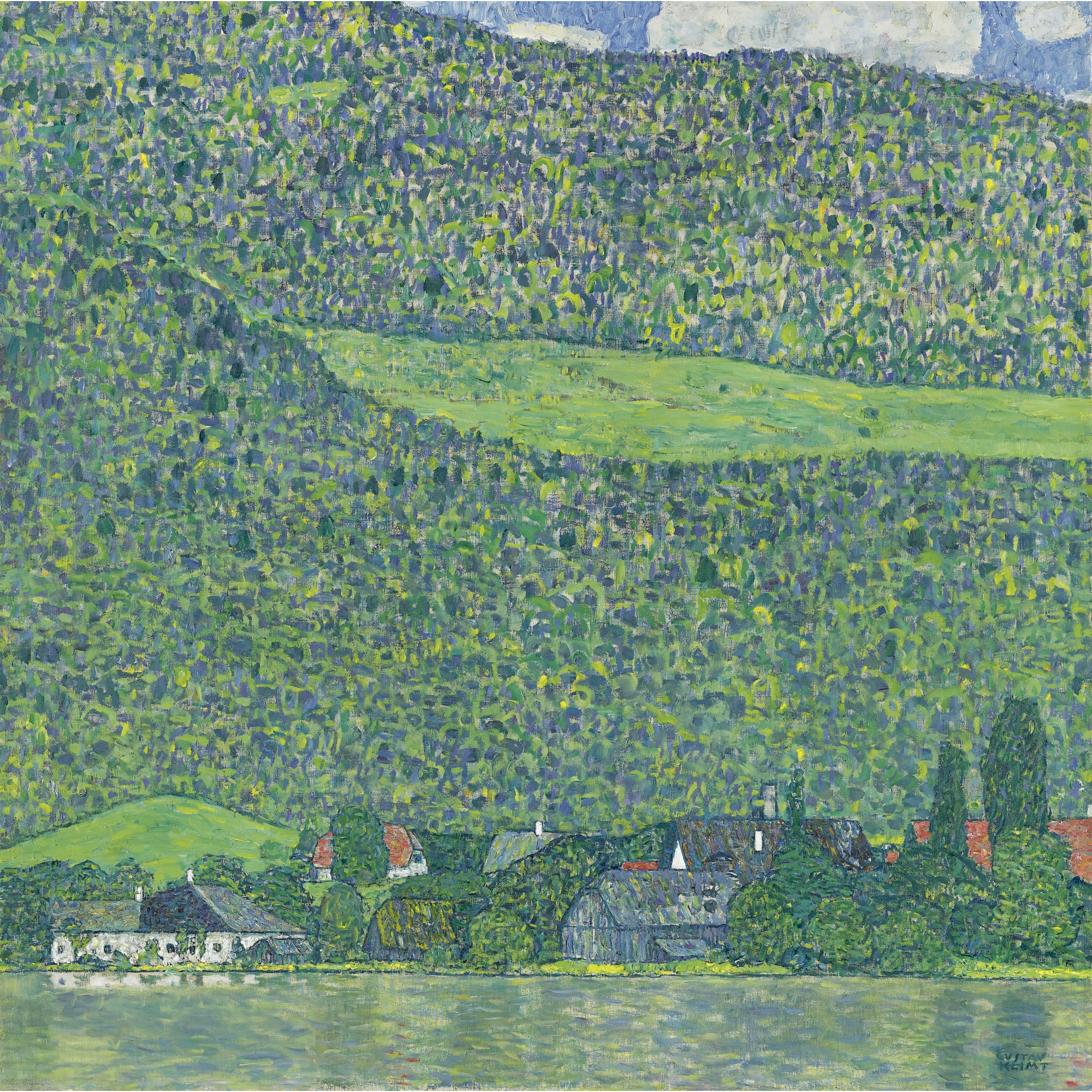
Litzlberg am Attersee, Gemälde von Gustav Klimt (1914/15)

In der Biedermeierzeit kamen Landschaftsmaler in das Salzkammergut und an den Attersee. Franz Steinfeld und Rudolf von Alt schufen Werke, die den Attersee und dessen Umgebung zeigen. Mit dem Impressionismus wurde der Reiz der Atterseelandschaft populär und zog vermehrt Künstler an. In der Belle Époque war das Atterseegebiet ein Zentrum der Sommerfrische und für seine Künstlerkolonien bekannt.

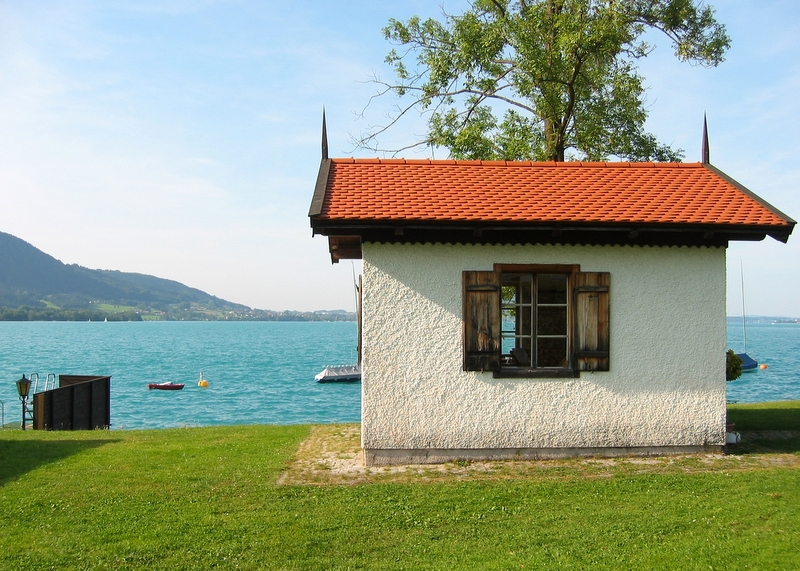
Mahlers Komponierhäuschen am Attersee

Gustav Klimt verbrachte von 1900 bis 1916 jeweils die Sommermonate an verschiedenen Orten am Attersee. Zu den populärsten Bildern, die Klimt am Attersee geschaffen hat, zählen die Ansichten von Schloss Kammer, vom Litzlberger Keller, der Insel Litzlberg und von Unterach. Der Spätimpressionist Albert Weisgerber malte dort sein bekanntestes Selbstporträt Selbstbildnis am Attersee (1911).
Gustav Mahler verbrachte 1893 bis 1896 die Sommermonate im Gasthaus „Zum Höllengebirge“ in Steinbach am Attersee (Ortsteil Seefeld). Er ließ sich bei seinen Kompositionen von der Atterseelandschaft inspirieren und auf einer Wiese vor dem Gasthaus am Seeufer ein Komponierhäuschen bauen. Dort stellte er 1894 seine 2. Symphonie fertig. 1895/96 komponierte er dort die 3. Sinfonie.
Christian Ludwig Attersee (* 1940) kam als Segler an den Attersee und machte dessen Namen zu seinem Künstlernamen.

## Sonstiges
- Beim Bundesvision Song Contest 2009 besangen Flowin Immo et les Freaqz den Attersee mit dem Lied Urlaub am Attersee
- Der österreichische Schriftsteller Hans Eichhorn war Berufsfischer am Attersee.